# American Broadcasting Company
Vous lisez un « article de qualité » labellisé en 2011.
Pour les articles homonymes, voir ABC.
L'American Broadcasting Company (ABC) est un groupe audiovisuel américain qui comprend un réseau de télévision, dont la chaîne de télévision généraliste du même nom, plusieurs chaînes thématiques et différentes sociétés de production et de distribution. Durant son histoire et à la faveur d'opérations financières, ABC s'était diversifié dans la presse, l'édition, l'exploitation de salles de cinéma et la cinématographie. Plusieurs de ces activités ont été revendues et, depuis 2007 avec la vente d'ABC Radio à Citadel Broadcasting, ABC a réduit ses activités autour de la télévision.
Le réseau est créé le 12 octobre 1943 comme un réseau radiophonique, successeur de NBC Blue racheté par Edward Noble, puis s'étend à télévision à partir de 1948. Au milieu des années 1950, le groupe fusionne avec United Paramount Theatres, l'ancienne division d'exploitation de salles de cinéma de Paramount Pictures dirigée par Leonard Goldenson. Ce dernier parvient à rendre la chaîne de télévision rentable avec de nombreuses séries télévisées à succès. Dans les années 1970, après avoir revendu ses salles de cinéma, ABC fusionne avec le groupe de presse Capital Cities. Au début des années 1980, la société ABC prend le contrôle de la nouvelle chaîne sportive ESPN avec 80 % du capital. Depuis 1996, la chaîne ABC fait partie du Disney-ABC Television Group, une division de la Walt Disney Company. En 2001, Disney rachète à la Fox une chaîne de télévision par câble spécialisée dans la rediffusion de séries et la renomme ABC Family (rebaptisée Freeform en 2016).
ABC est connu pour de nombreux programmes dont les séries Zorro, Dinotopia, Les Incorruptibles, Happy Days, Le Fugitif, et des titres plus récents comme Castle, Lost : Les Disparus, Desperate Housewives, Grey's Anatomy, Once Upon a Time, The Middle ou Modern Family, les émissions Monday Night Football, America's Funniest Home Videos, Extreme Makeover: Home Edition, Dancing with the Stars ou Good Morning America.

## Historique

### Les années 1940: création d'ABC
Dans les années 1930, la radio aux États-Unis était dominée par seulement quelques entreprises, dont Mutual Broadcasting, Columbia Broadcasting (CBS) et National Broadcasting Company (NBC), cette dernière était alors la propriété du constructeur Radio Corporation of America (RCA). RCA possédait deux réseaux qui géraient chacun des stations de radio différentes et s'appelaient NBC Blue et NBC Red. NBC Blue avait été créé en 1927 principalement pour tester les nouveaux programmes sur des marchés moins importants que ceux de NBC Red, qui desservait les grandes villes, et pour tester les séries dramatiques.
En 1934, Mutual Broadcasting porte plainte auprès de la Commission fédérale des communications (FCC) en raison des difficultés qu'elle éprouve pour installer de nouvelles stations, le marché étant selon elle saturé avec les réseaux de NBC et CBS. En 1938, la FCC entame une série d'investigations sur les pratiques des réseaux radiophoniques et publie son rapport sur la diffusion de programmes radio en réseau en 1940. Le rapport préconise que RCA se sépare de l'un de ses deux réseaux : NBC Red ou NBC Blue. NBC Red est alors le principal réseau de radio aux États-Unis et, selon la FCC, RCA utilise alors NBC Blue pour éliminer toute velléité de concurrence. N'ayant aucun pouvoir sur les réseaux proprement dits, la FCC instaure une réglementation qui impose qu'une station de radio « ne peut se voir délivrer de licence si elle est affiliée à un réseau détenu par une société éditant plusieurs réseaux [...] dans l'intérêt du public ».

#### 1940–1944: NBC Blue devient ABC
Ses appels contre la FCC ayant été rejetés, RCA décide de se séparer de NBC Blue et donne un mandat pour ce faire à Mark Woods courant 1941. En janvier 1942, RCA transforme le réseau NBC Blue en une filiale indépendante, NBC Red et NBC Blue deviennent alors deux sociétés distinctes se répartissant leurs biens. Entre 1942 et 1943, Woods propose l'ensemble NBC Blue à la vente pour un prix de huit millions de dollars,. Cet ensemble comprend les baux sur des lignes terrestres, trois chaînes de télévision détenues en propre (WJZ à New York, KGO-TV à San Francisco et WENR à Chicago), une soixantaine de stations affiliées, des studios (New York, Washington DC, Chicago et Los Angeles), des contrats avec des acteurs et la marque associée à Blue Network. La banque d'investissements Dillon, Read & Co. (rachetée en 1997 par la Société de banque suisse) propose 7,5 millions, mais Woods et le président de RCA, David Sarnoff, rejettent l'offre.

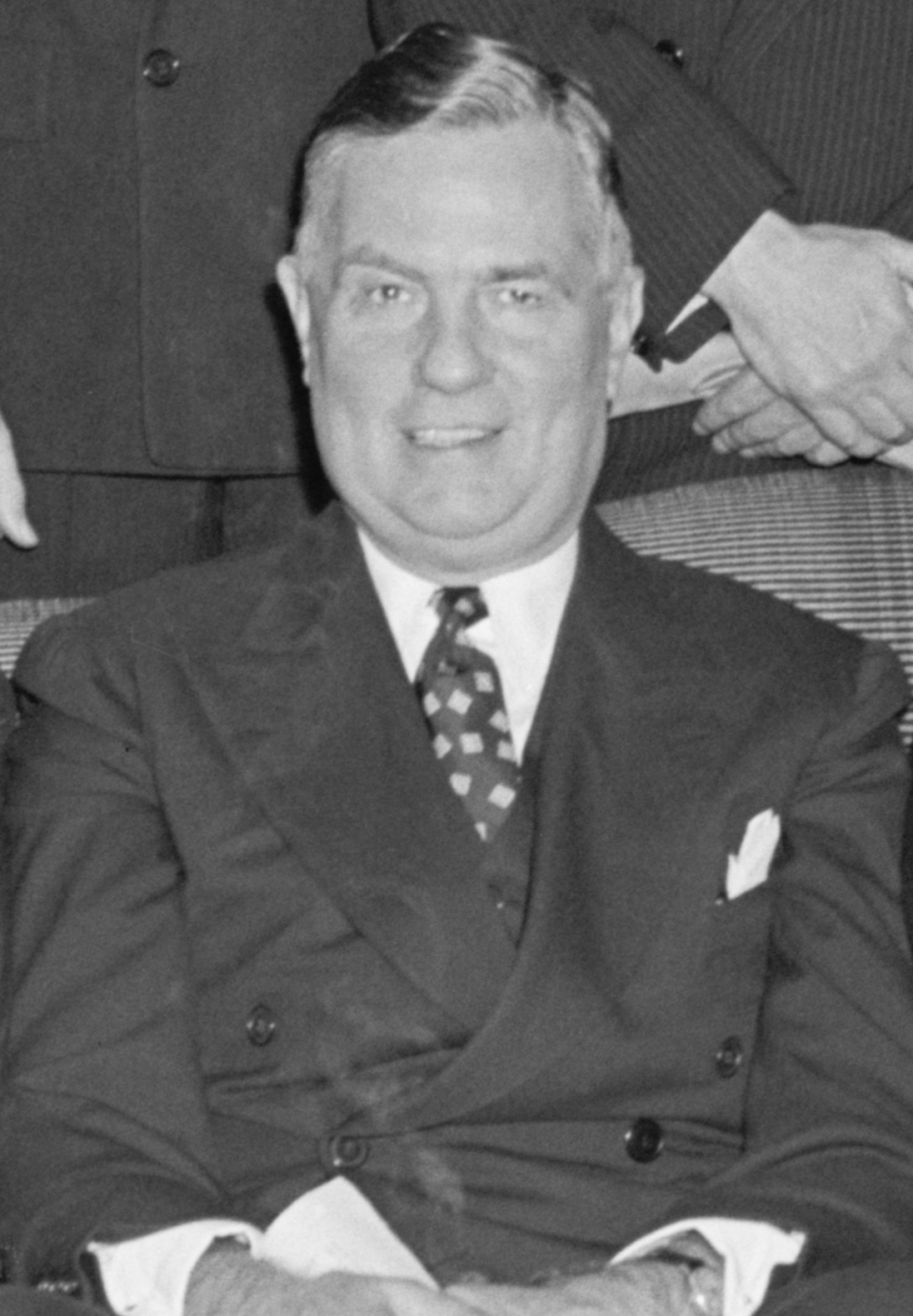
Edward J. Noble en 1939.

Edward Noble, propriétaire des confiseries Life Savers, de la chaîne de pharmacie Rexall et de la station de radio new-yorkaise WMCA, accepte le prix de 8 millions de dollars pour le réseau,. Selon les règles de la FCC, la transaction qui comprend le rachat par Noble de trois stations à RCA, implique la revente d'une station par Noble qui doit elle aussi être approuvée par la FCC. La commission autorise la transaction le 12 octobre 1943,. Peu après, Blue Network Company Inc est racheté par la société fondée par Noble American Broadcasting System Inc. Le réseau est rebaptisé American Broadcasting Company (ABC) courant 1944 et sa société mère American Broadcasting Companies Inc,. Woods conserve son poste de président-directeur général d'ABC jusqu'en décembre 1949 pour devenir vice-président du directoire, puis quitte ABC le 30 juin 1951.
Entre-temps, en août 1944, la division ouest de Blue Network, qui possède la station KGO-AM de San Francisco, achète la station KECA-AM de Los Angeles à Earl C. Anthony pour 800 000 USD. Les deux stations sont alors gérées par le vice-président de la division ouest, Don Searle.

#### 1945–1949: entrée dans la télévision
Le réseau radiophonique ABC Radio se crée lentement son public. Le rachat à KingTrendle Broadcasting en 1946 de WXYZ-AM, une station de Détroit pour un peu moins de 3 millions d'USD, permet de récupérer plusieurs séries radiophoniques, dont The Lone Ranger, Sergeant Preston et Le Frelon vert, produites par cette station (revendue en 1984).
ABC devient un concurrent agressif de NBC et CBS en poursuivant la tradition de NBC Blue de service public avec par exemple des programmes symphoniques dirigés par Paul Whiterman, des retransmissions du Metropolitan Opera ou des concerts de jazz avec l'émission Chamber Music Society of Lower Basin Street présentée par Milton Cross. Le réseau est aussi connu pour plusieurs programmes à suspense, dont Sherlock Holmes, Gangbusters et Counterspy ainsi que des séries pour la jeunesse en fin d'après-midi. Mais ABC se fait un nom en réalisant des contre-programmes, prenant souvent NBC ou CBS à contre-pied, avec en plus une programmation souvent préenregistrée sur des bandes importées d'Allemagne. Ces enregistrements offrent aux vedettes une plus grande liberté en termes d'horaire et plusieurs ont rejoint ABC pour cette raison, dont Bing Crosby.
Son réseau radiophonique alors en pleine reconstruction, il est difficile pour ABC de ne pas prendre du retard sur le nouveau média qui vient de naître, la télévision. Pour s'assurer un espace, ABC soumet en 1947 cinq dossiers pour des licences dans chacune des villes où elle détient une station de radio en propre. Ces dossiers demandent l'attribution de la fréquence 7 car Frank Marx, alors vice-président technique d'ABC, craint que les fréquences inférieures soient réquisitionnées et réallouées pour l'armée.
Le 19 avril 1948, la chaîne de télévision ABC émet pour la première fois grâce à une station affiliée, WFIL-TV à Philadelphie (depuis renommée WPVI-TV et achetée par ABC). En août 1948, la chaîne new-yorkaise WJZ-TV, détenue en propre par ABC (depuis WABC-TV), amorce ses retransmissions. La première retransmission, de deux heures a lieu le 10 août 1948 dans la soirée. Pendant les 13 mois suivants, les autres chaînes détenues émergent. Le 17 septembre 1948, c'est au tour de la chaîne WENR-TV à Chicago de commencer à émettre puis WXYZ-TV à Détroit, à partir du 9 octobre 1948. En octobre 1948, la FCC décide qu'elle a accordé trop de licences pour des fréquences de télévision et gèle les attributions. Les attributions déjà accordées permettent à ABC de lancer la chaîne KGO-TV à San Francisco le 5 mai 1949,. Le 7 mai 1949, Billboard révèle un projet d'investissement de 6,25 millions d'USD, dont 2,5 millions rien que pour l'achat d'un studio de 8 hectares à Hollywood (futur Prospect Studios) et la construction d'un transmetteur sur le mont Wilson en prévision du début de la chaîne KECA-TV le 1er août 1949. La chaîne KECA-TV débute le 16 septembre 1949,.

### Les années 1950: fusion avec UPT et Hollywood à la télévision
À l'automne 1949, ABC se retrouve en position d'outsider avec une couverture moindre que celle de ses deux réseaux concurrents CBS et NBC mais elle est à parité avec eux dans les grandes villes et possède une certaine avance sur son rival DuMont Television Network. Sur les 108 stations existantes à l'époque, rares sont les villes avec deux stations comme Boston, plusieurs villes n'ont qu'une seule station (Pittsburgh, Saint-Louis) et d'autres n'auront de station qu'à partir de 1952 (Denver ou Portland).

#### Fusion avec United Paramount Theatres

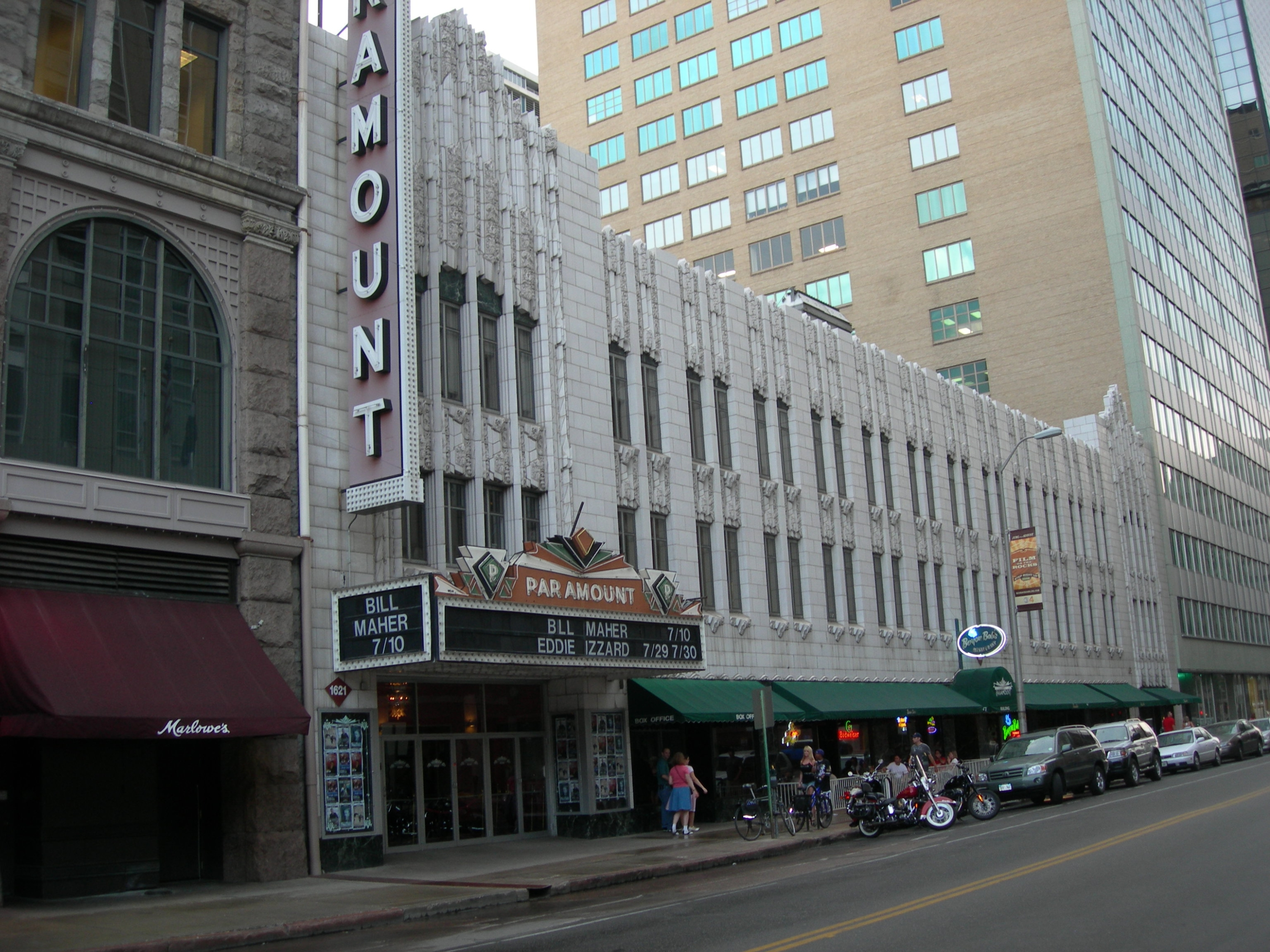
Le Paramount Theatre de Denver en 2008.

À la fin de l'année 1949, le réseau de salles de cinéma United Paramount Theatres (UPT) est contraint par la Cour suprême des États-Unis de devenir une société indépendante du studio de cinéma Paramount Pictures (voir United States v. Paramount Pictures). De son côté, ABC est au bord de la faillite avec seulement cinq stations et neuf affiliés à plein temps. Ses recettes, liées à la publicité et indexés par rapport au nombre d'auditeurs-téléspectateurs, ne parviennent pas à compenser les lourds investissements réalisés pour acheter et construire les stations. En 1951, une rumeur évoque même la revente de la chaîne à CBS,. En 1951, Noble qui détient 58 % d'ABC, doit sortir 5 millions d'USD de sa poche afin d'éviter la faillite d'ABC, les banques refusant de nouveaux crédits, somme obtenue grâce à un emprunt auprès de la Prudential Insurance Company of America.
Leonard Goldenson, président d'UPT, qui cherche alors à se diversifier, approche Noble en 1951 et lui propose qu'UPT achète ABC. Noble reçoit d'autres offres dont une de Bill Paley de CBS mais cela forcerait CBS à revendre au moins les stations de New York et de Los Angeles. Goldenson et Noble parviennent à un accord de principe à la fin du printemps 1951 selon lequel ABC devient une filiale d'UPT mais reste autonome pour sa gestion. Le 6 juin 1951, le comité directoire d'UPT valide l'accord de principe. Mais cette transaction doit recevoir l'aval de la FCC en raison de la présence de chaînes de télévision et de la récente séparation entre Paramount et UPT. Dans la mesure où le studio de cinéma Paramount Pictures est déjà actionnaire du réseau de télévision DuMont Television Network, la FCC mène alors une série d'auditions pour s'assurer que Paramount s'est bien désengagé d'United Paramount Theatres et n'enfreint donc pas les lois antitrust.

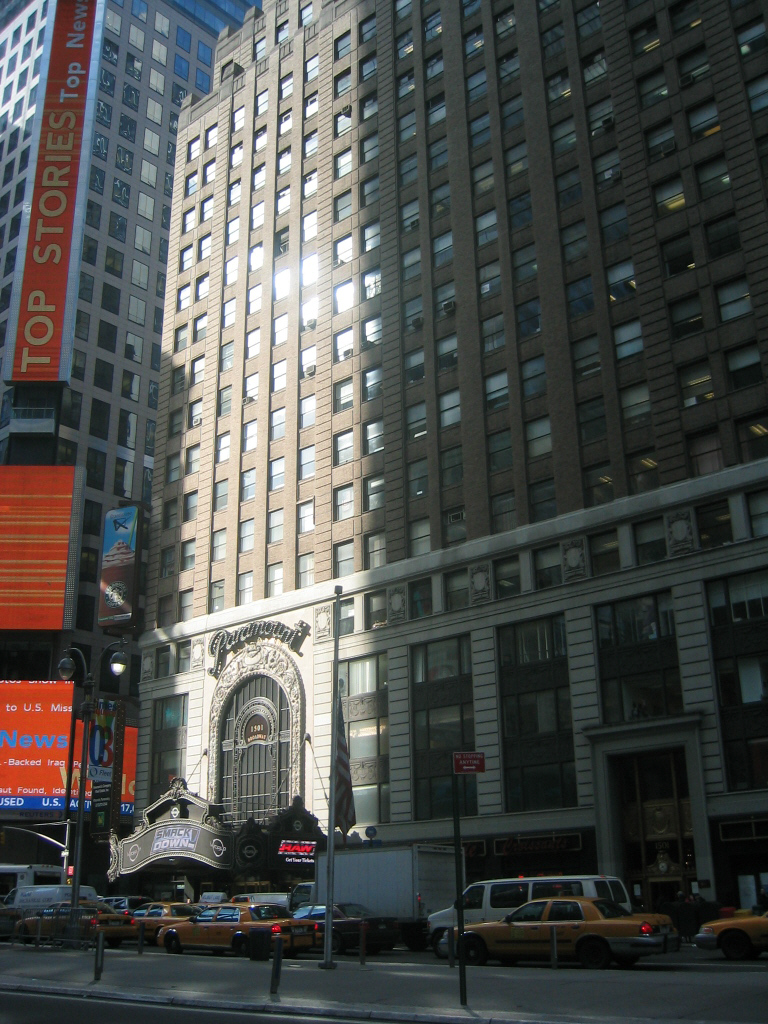
Siège d’American Broadcasting-Paramount Theatres au 1501 Broadway, comprenant l'ancien Paramount Theater.

En 1952, la FCC dégèle l'attribution de nouvelles fréquences et parmi les dossiers à traiter, elle doit statuer sur la fusion UPT-ABC. Un des membres de la commission entrevoit la possibilité pour ABC, financé par UPT, de devenir un troisième réseau de télévision viable et compétitif. Le 9 février 1953, la FCC autorise l'achat d'ABC par UPT par échange de 25 millions d'actions,, société qui se rebaptise American Broadcasting-Paramount Theatres, Inc. La nouvelle société installée dans le siège de Paramount, au 1501 Broadway à New York, compte six stations de radio AM et autant de FM, cinq stations de télévision et 644 salles de cinéma dans 300 villes des États-Unis. En contrepartie de la fusion, UPT revend la station WBKB sur le canal 4 de Chicago à CBS pour 6 millions d'USD mais conserve WENR-TV sur le canal 7, immédiatement rebaptisée WBKB et future WLS-TV. Goldenson commence alors à revendre des salles pour financer le réseau de télévision.
Le 1er mai 1953, la station de radio et de télévision new-yorkaise WJZ récupère le nom WABC, abandonné par NBC en 1946, pour devenir WABC-TV et s'installe au 7 West 66th Street, à un bloc de Central Park. Le nom WJZ sera récupéré par Westinghouse en 1959 pour une station à Baltimore.
Mais un problème émerge au niveau de la direction entre celle d'ABC et celle d'UPT. En 1950, Noble avait nommé Robert Kintner président d'ABC tandis que Noble était PDG, poste qu'il conserve jusqu'à sa mort en 1958. Malgré les promesses de non-interférence entre ABC et UPT, Goldenson doit intervenir dans les décisions d'ABC en raison des problèmes financiers et de la longue période d'indécision de la FCC. Goldenson ajoute à la confusion en proposant en octobre 1954 une fusion entre UPT et DuMont Television Network, société aussi en difficulté financière. Dans le cadre de cette fusion, nommée durant cinq ans ABC-DuMont, DuMont aurait reçu 5 millions d'USD et des garanties de temps de publicité pour les récepteurs DuMont. Mais pour satisfaire les contraintes de la FCC elle aurait nécessité la vente soit de WABC-TV soit de WABD-TV, chaîne de DuMont à New York ainsi que deux autres stations. Le résultat aurait permis à ABC et DuMont d'étendre leur réseau et de concurrencer CBS et NBC.
Goldenson cherche à développer le réseau ABC au niveau américain en essayant de convaincre des stations locales de devenir affiliées au réseau ABC. Pour cela, il contacte les entrepreneurs locaux propriétaires des stations, qui sont souvent les mêmes que ceux ayant investi préalablement dans les salles cinéma et qu'il a côtoyés lorsqu'il était responsable de la restructuration d'United Paramount Theatres. Goldenson s'essaye aussi à l'international en investissant par exemple à hauteur de 5 % du capital de deux nouvelles chaînes japonaises, Mainichi Broadcasting System en 1951 puis Nihon Educational Television en 1957.

#### Hollywood produit pour la télévision
En parallèle des tentatives d'accroissement, Goldenson cherche depuis le milieu de l'année 1953 à offrir du contenu à la chaîne en contactant ses anciennes connaissances d'Hollywood, rencontrées quand UPT était une filiale de Paramount Pictures. La fusion avec UPT a permis de créer des liens avec les studios de production cinématographique d'Hollywood, brisant une forme de quarantaine existant à cette époque entre cinéma et télévision, cette dernière étant plus liée à la radiophonie. Les productions phare d'ABC à l'époque sont The Lone Ranger (1949-1957), dérivée d'un programme radiophonique, et The Adventures of Ozzie and Harriet (1952–1965).
Les efforts de Goldenson paient et permettent à la chaîne de lancer à partir du 27 octobre 1954 une campagne New ABC avec des productions de plusieurs studios dont MGM, Warner Bros. et Twentieth Century Fox.
Pour le compte d'ABC, Warner tente avec un succès mitigé d'adapter en série télévisée ses grands films dans le bloc de programmes Warner Bros. Presents dont Crimes sans châtiment (1942) et Casablanca (1942), mais aussi Cheyenne (adaptation de Wyoming Kid de 1947), Sugarfoot (remake de L'Homme des plaines de 1954) et Maverick, qui permettent toutefois d'attirer le public sur la chaîne. Mais l'accord le plus emblématique est celui avec Walt Disney, au point que d'après James Lewis Baughman la presse de l'époque indique qu'« au siège d'ABC à New York, les secrétaires portent [désormais] des chapeaux avec des oreilles de Mickey. »

#### Premiers liens avec Disney

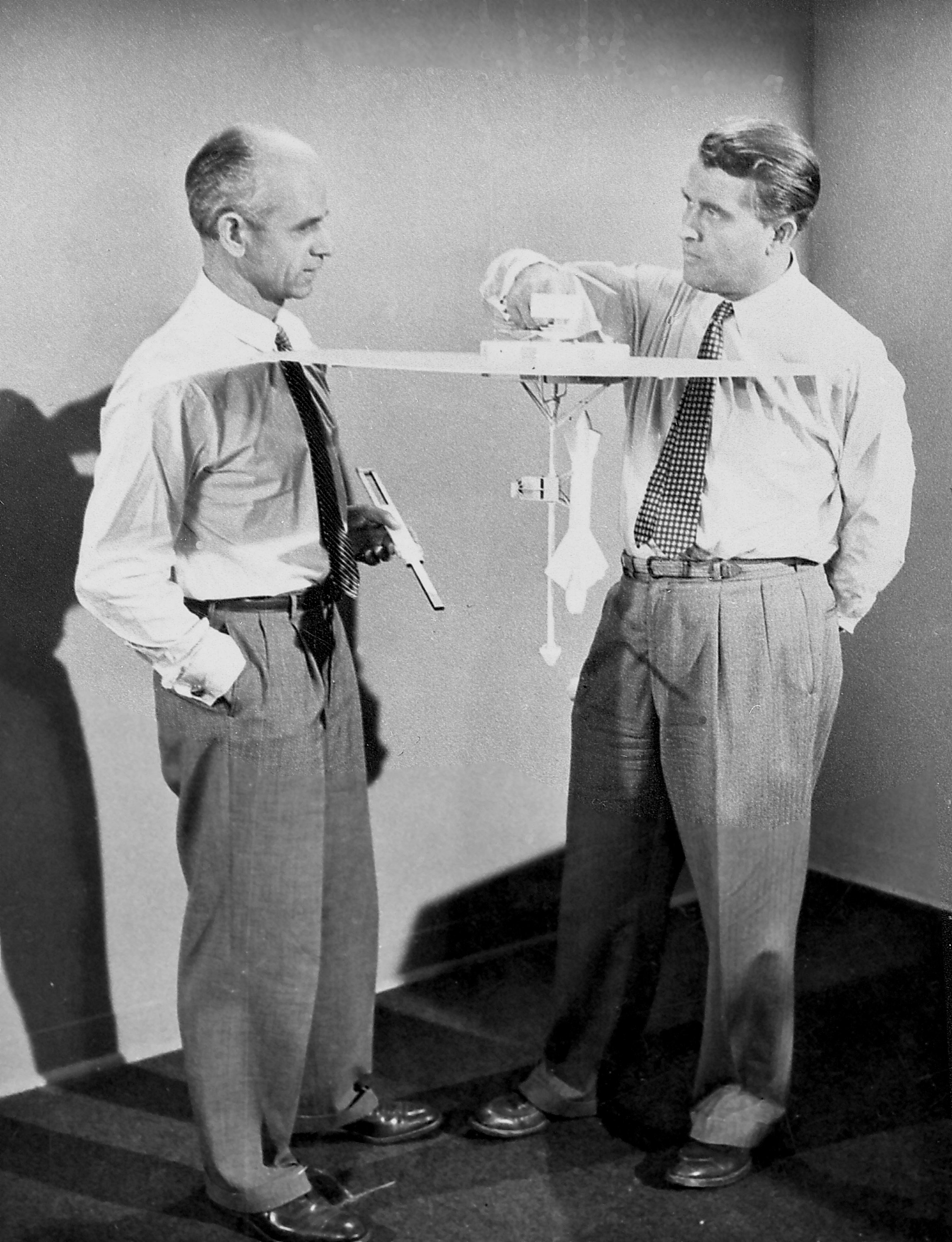
Wernher von Braun et Ernst Stuhlinger dans l'épisode Mars and Beyond (1957) de l'émission Disneyland.

Walt Disney et son frère Roy avaient contacté Goldenson dès la fin de l'année 1953 pour qu'ABC finance une partie du projet de Disneyland en contrepartie de la production par Disney d'une émission de télévision,,. Walt souhaite qu'ABC investisse 500 000 USD et provisionne une garantie de 4,5 millions d'USD supplémentaires en emprunts, soit un tiers du budget du parc,,. Courant 1954, ABC accepte de financer le parc Disneyland en contrepartie de l'émission dominicale Disneyland qui débute le 27 octobre 1954,,, avec la nouvelle programmation de la chaîne. Le contrat signé en avril 1954 lie ABC et Disney pour 7 ans. Le contrat est qualifié par Motion Picture Herald d'historique, par Film Billetin et plusieurs producteurs de « Révolution Disney » et par le New York Times de plus « importante étape dans la relation entre ancien et nouveau divertissement. » La société Disneyland est dont créée avec la répartition suivante Walt Disney Productions (34,485%), ABC-Paramount (34,485%), Western Printing and Lithography Co (13.8%) et Walt Disney au travers de WED Entreprises (16.55%),.
Le budget pour la construction de parc atteint en juillet 1955 la somme de 17 millions d'USD tandis qu'ABC détient 35 % de Disneyland Inc, la société propriétaire du parc. Le 17 juillet 1955 pour l'inauguration du parc, une émission spéciale en direct, Dateline : Disneyland, est retransmise sur ABC. Peu après, une seconde émission régulière produite par Disney est lancée le lundi 3 octobre 1955, The Mickey Mouse Club, conçue comme un programme de semaine, du lundi au vendredi, avec 24 enfants,.

#### Syndication et label phonographique
L'année 1954 est marquée pour tous les réseaux américains d'une reprise de contrôle de leur programmation et une augmentation des chiffres d'affaires liés à la publicité : ABC augmente de 67 % avec 26 millions d'USD, NBC 30 % avec 100 millions d'USD et CBS 44 % avec 117 millions d'USD. Pour ABC, l'un des éléments est la création le 27 mars 1954 d'une filiale nommée ABC Films Syndication Division spécialisée dans la syndication et la production en interne d'émissions, présidée par George Shupert. Toutefois ABC ne possède que 14 affiliés contre 74 pour CBS et 71 pour NBC, ce qui fait dire à Goldenson qu'une heure de programme sur ABC rapporte cinq fois moins qu'à ses concurrents. Mais cet apport d'argent permet d'accélérer la production de contenus.
En 1955, ABC fonde une société d'enregistrement, l'AmPar Record Corporation, qui lui permet de lancer le label discographique ABC-Paramount Records. Au printemps 1955, Robert O'Brian, président d'ABC-Paramount rencontre Roy Oliver Disney pour évoquer les relations entre ABC et Walt Disney Productions dont le succès de la série Davy Crockett (1954). O'Brian évoque la création prochaine d'un label ABC et demande à Disney le nom d'une personne capable de gérer cette filiale. Roy Disney convoque Jimmy Johnson, responsable de Walt Disney Publications chargé de l'édition musicale qui conseille Sam Clark, plus tard embauché pour le poste. Un contrat est par la suite signé entre Disney, Golden Records et ABC pour les musiques issues de l'émission The Mickey Mouse Club, le premier fournissant les chanteurs, le second les masters et ABC assurant la distribution via son nouveau label. Mais Golden s'est rapidement retiré et au bout d'un an, le studio Disney a assuré lui-même la production des masters puis la distribution au travers d'un label interne Disneyland Records. De son côté ABC a fondé ou acheté plusieurs autres labels dans les années suivantes.
Le 15 septembre 1955, DuMont Television Network cesse ses activités de réseaux télévisuels. En 1956, la proposition de fusion ABC-DuMont prend définitivement fin avec la mise en faillite de DuMont. ABC se retrouve alors comme le troisième réseau américain mais continue à chercher des programmes. Cette même année, Kintner est contraint à la démission en raison des désaccords entre Noble et Goldenson, conséquence des nombreuses interventions de Goldenson dans la gestion d'ABC. En 1959, ABC International crée une société nommée WorldVision Enterprises pour la syndication à l'international.

#### Une contre-programmation à succès mais décriée
Ce n'est qu'avec la fin des années 1950, que le réseau ABC devient un concurrent sérieux pour NBC et CBS en raison de sa diversité de programmes et des séries répondant aux attentes du public, comme les westerns et les séries policières, mais malgré une augmentation de près de 500 % entre 1953 et 1958, le réseau reste bloqué à une couverture de la population américaine entre 10 % et 18 % à cause de son faible nombre d'affiliés. En 1957, Ollie Treiz découvre que l'émission American Bandstand diffusée sur la chaîne WFIL-TV à Philadelphie possède un très bon taux d'audience, et parvient à la faire diffuser au niveau national. L'émission devient rapidement un phénomène de société en présentant des nouveaux talents et de nouvelles danses à la jeunesse américaine. Le 3 septembre 1958, l'émission Disneyland est rebaptisée Walt Disney Presents afin de la dissocier du parc à thème. Le mouvement western, dont la paternité est attribuée à ABC, représente en janvier 1959 un cinquième des séries du soir et un mouvement en faveur des séries policières s'amorce aussi. ABC demande au studio Disney d'en produire encore d'autres. Fin 1958, la société Desilu Productions propose à CBS une série intitulée Les Incorruptibles (1959-1963) qui la refuse pour sa violence, ABC accepte de la diffuser et la série débute en avril 1959. Elle devient rapidement « immensément populaire ».
Cette programmation offre l'image de « philosophie de contre-programmation envers ses concurrents », ABC offrant au téléspectateur un programme fort contrastant avec ceux des chaînes rivales. Goldenson donne ainsi au réseau une continuité entre le cinéma et la télévision. Les séries de western d'ABC s'opposent et gagnent face aux variétés de NBC et CBS à l'automne 1957, celles de policiers font de même à l'automne 1959 et afin de captiver le public, les séries courtes de 66 minutes sont programmées une demi-heure avant celles d'une heure de la concurrence. En mai 1961, le magazine Life critique cet engouement du public et des sponsors pour ce type de programmes au détriment des informations et dénonce une loi non officielle pour « remplacer les bons programmes par les pires ».

### Les années 1960: transition pour la couleur
Durant les années 1960, ABC poursuit sur la même voie que celle entamée au milieu des années 1950, consolidation du réseau en fidélisant le public. Les finances de la société s'améliorent et lui permettent d'investir. En mai 1960, ABC achète la station de radio WLS à Chicago qui partageait son temps d'émission avec WENR depuis les années 1920. Cet achat permet de consolider la présence d'ABC sur ce marché. Le 9 mai 1960, la station WLS lance une nouvelle programmation liée au réseau ABC. En 1960, le canadien John Basset, qui tente de fonder une chaîne de télévision à Toronto, demande l'aide d'ABC. Goldenson accepte de participer à hauteur de 25 % du capital de CFTO-TV mais la législation canadienne refuse cette participation et ABC se retire du projet avant le lancement de la chaîne.

#### 1960-1965: Émissions jeunesses et ABC Sports
Le 30 septembre 1960, ABC lance la diffusion de la série Les Pierrafeu, à nouveau une contre-programmation, mais elle est diffusée en noir et blanc malgré sa production en couleur car techniquement le réseau d'ABC ne le permet pas. Ce programme permet à ABC de présenter une nouveauté, celle des émissions pour la jeunesse, mais aussi d'entamer le remplacement d'une émission familiale phare, celle de Disney.
Le contrat liant Disney à ABC pour l'émission Walt Disney Presents devait prendre fin en 1961. La société Disney ayant retrouvé une meilleure situation financière avait racheté en 1959 les parts d'ABC dans le parc Disneyland pour 7,5 millions d'USD et entamé des discussions pour renouveler la collaboration télévisuelle. Walt Disney avait été contacté par NBC pour diffuser en couleur son émission Disneyland, renommée pour l'occasion Walt Disney's Wonderful World of Color. Goldenson indique qu'ABC ne pouvait contrer cette offre, la chaîne n'ayant pas les moyens techniques et financiers. Ainsi, la collaboration entre ABC et Disney pour la télévision prend fin en 1961.
Toutefois, ABC poursuit en 1961 dans la niche de série d'animation dont Calvin and the Colonel, Matty's Funday Funnies, Top Cat et The Bug Bunny Show, diffusant des Looney Tunes et Merrie Melodies. Pour son activité dans les parcs de loisirs, la vente de Disneyland est compensée par l'achat dès octobre 1962 de 1 600 ha autour de Silver Springs Nature Theme Park à Ocala en Floride,, un parc zoologique.

Le logo ABC Circle, conçu par Paul Rand en 1962.

Toujours à la recherche de nouveaux programmes pour concurrencer NBC et CBS, la direction d'ABC constate que le sport est un sujet porteur. Le 29 avril 1961, ABC commence la diffusion d'une émission sportive nommée Wide World of Sports créée par Edgar Scherick au travers de sa société Sports Programs, Inc et produite par Roone Arledge qu'il vient juste d'engager,. ABC rachète au passage la société Sports Programs, Inc par échange d'actions, qui devient le futur noyau d'ABC Sports et Arledge devient producteur exécutif de l'émission au sein d'ABC. La spécificité de l'émission est de ne pas être consacrée à un seul sport mais à tous en fonction des évènements.
En raison de la pression des studios de cinéma voulant rentabiliser leur production, les chaînes américaines commencent à diffuser des films à la télévision. En 1962, ABC rejoint CBS et NBC avec la diffusion de films sur le créneau du dimanche soir, avec une année de retard et en noir et blanc au lieu de la couleur. Mais ABC reste le troisième réseau malgré une importante progression, 33 % de taux d'audience au lieu des 15 % en 1953, et un chiffre d'affaires de 15,5 millions qui représente le tiers de celui de CBS. Pour rattraper son retard, ABC entame le 23 septembre 1962 la diffusion en couleur de la série d'animation Les Jetson. Le 1er avril 1963, le soap opera Hôpital central (General Hospital) débute sur ABC, qui est toujours en production, et le 17 septembre 1963, c'est au tour de la série Le Fugitif.
La saison 1964-1965 est marquée par les premières diffusions de plusieurs séries classiques dont Ma sorcière bien-aimée (à partir du 17 septembre), La Famille Addams (le 18 septembre). Confirmant son succès, en 1964, Roone Arledge devient vice-président d'ABC Sports.

#### 1966-1969: Nouvelles réglementations, relance du réseau radiophonique
Ce n'est qu'en 1965-1966 que la couleur devient prépondérante sur le noir et blanc pour les trois réseaux ABC, NBC et CBS. ABC reste toutefois le troisième réseau et a toujours besoin d'argent pour grossir. Mais pour ABC, le problème de la couleur est devenu secondaire comparé aux problèmes financiers, car elle se retrouve à partir de 1964 comme l'écrit Goldenson « au milieu d'une guerre [...] le champ de bataille était Walt Street ». Plusieurs sociétés cherchent à prendre le contrôle d'ABC dont celle de Norton Simon, GE, ITT et Litton Industries.
Dans ce contexte, la société American Broadcasting-Paramount Theatres se renomme American Broadcasting Company en 1965, son réseau de cinéma devient ABC Theatres et la filiale discographique est rebaptisée ABC Records en 1966. Après la mort le 22 juin 1965 de David O. Selznick, ses ayants droit vendent à ABC Films son catalogue de films produits après 1935, hormis quelques exceptions. Côté émissions, ABC lance en décembre 1965 The Dating Game, suivi en juillet 1966 par The Newlywed Game. En raison de la saturation des locaux situés au 7 West 66 Street à New York, Goldenson charge Si Siegel de trouver un nouveau siège social ; ce sera un édifice de 40 étages situé au 1330 Avenue of the Americas à l'angle de la 54e rue, (depuis occupé par le Financial Times). Cette opération permet la rénovation des locaux de la 66e rue pour en faire de studios de télévision et de radio.
Le 7 décembre 1965, Goldenson présente au directoire d'ABC un projet de fusion avec International Telephone and Telegraph (ITT) qui est approuvé le 27 avril 1966. La FCC approuve la fusion le 21 décembre 1966 mais la veille, le département américain de la justice via Donald Turner, responsable de la section antitrust, émet des doutes comme ceux liés au marché émergeant de la diffusion par câble. Un autre doute concernait l'intégrité journalistique d'ABC qui pouvait être influencé par les possessions à l'étranger de ITT. La direction ITT promet qu'elle laisserait une autonomie d'édition à ABC. La fusion est suspendue. Une plainte est déposée en juillet 1967 par le département de la justice, le procès débute en octobre 1967 et s'achève le 1er janvier 1968 par une annulation de la fusion.
Le 12 janvier 1966, ABC commence la diffusion de la série Batman avec Adam West. En 1967, Ralph Beaudin, directeur général de WLS, est nommé à la tête d'ABC Radio. Sous sa direction, la société ABC Radio est divisée en quatre « réseaux », chacun pour un type de contenu différent : info, info et séries, pop music et émissions-débats. Deux autres divisions/contenus seront créées par la suite : rock et info sur la circulation.
En 1968, ABC profite des nouvelles réglementations de la FCC pour acheter les stations de radio KXYZ (AM) et KXYZ-FM à Houston, pour 20 000 actions (soit 1 million d'USD) et 1,5 million en obligations, atteignant la limite de sept stations en détenues et exploitées. Roone Arledge est nommé président d'ABC Sports. La société fonde aussi son propre studio de cinéma, ABC Pictures, nommé ABC Motion Pictures entre 1982 et 1986, dont la première production est Charly (1968) de Ralph Nelson. En juillet 1968, ABC poursuit ses acquisitions dans le domaine des loisirs en ouvrant l'ABC Marine World à Redwood City en Californie, revendu en 1972, détruit après 1986 et devenu le siège social d'Oracle Corporation. Pour l'ouverture, ABC utilise la chaîne pour promouvoir le parc avec une émission produite par Michael Eisner qui réussit à la faire présenter par Bing Crosby.
En juillet 1968, ABC Radio lance un projet de programmation spéciale pour ses stations FM, projet confié à Allen Shaw, ancien responsable des programmes de la station WCFL-AN à Chicago. Shaw a été mandaté par Harold L. Neal, président d'ABC Radio pour concurrencer les nouvelles stations de rock progressif et leurs DJ. Le nouveau programme nommé LOVE Radio, avec de la musique sélectionnée, est lancé sur les sept stations FM détenues par ABC fin novembre 1968 ; il remplace alors la totalité de la programmation pour ces stations mais plusieurs stations affiliées conservent la majorité de leur programmation, comme KXYZ à Houston. Dès août 1970, Shaw confirme que la politique de choix musical d'ABC FM doit être revue afin d'accorder aux auditeurs de nombreux styles de musique.
Côté télévision, depuis le début des années 1960, la télévision américaine propose régulièrement des téléfilms et afin de contenter ses spectateurs, ABC lance en septembre 1969, l'émission ABC Movie of the Week. C'est un programme hebdomadaire avec des téléfilms produit pour un budget moyen de 400 000 USD-450 000 USD par des réalisateurs talentueux. On compte parmi ces productions des réalisateurs comme Aaron Spelling, David Wolper et Steven Spielberg, ce dernier avec Duel (1971).

### Les années 1970: succès télévisuel

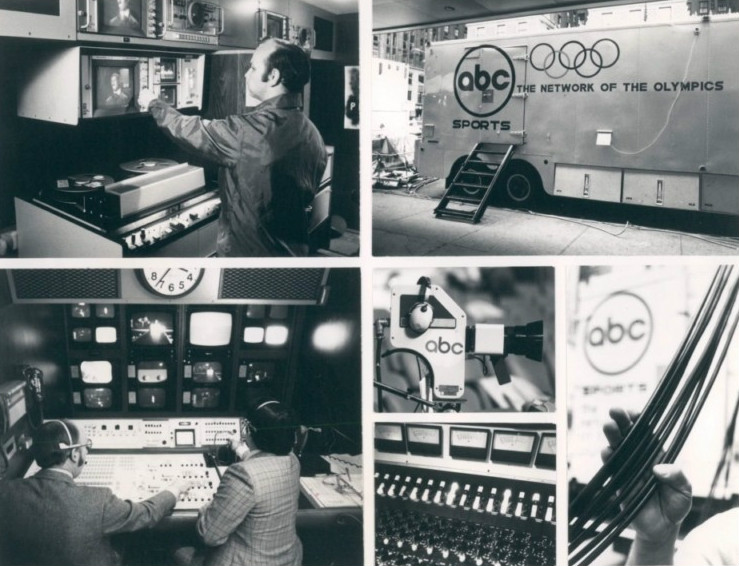
Publicité pour les studios mobiles d'ABC en 1976.

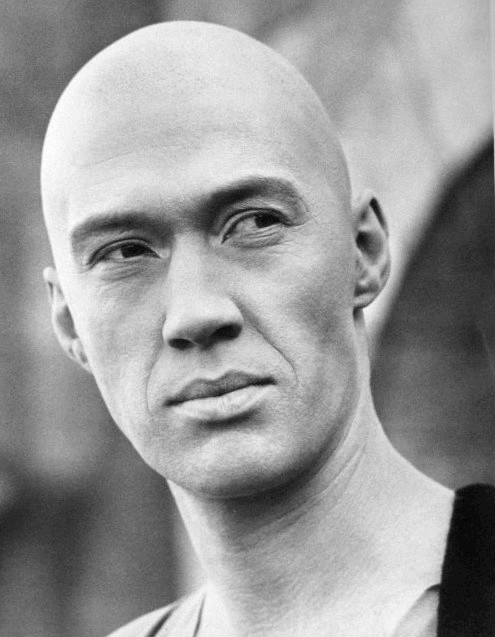
David Carradine dans Kung Fu.

Au début des années 1970, ABC finalise sa transition pour être diffusée totalement en couleur et passe devant CBS et NBC en termes d'audience. Elle commence aussi à utiliser des données comportementales et démographiques afin de mieux placer les espaces publicitaires. En 1970, ABC lance le programme sportif Monday Night Football (transféré en 2006 sur ESPN) et plusieurs soap operas dont La Force du destin. Selon Goldenson, la diffusion de Monday Night Football a permis à ABC des taux d'audience réguliers de 15-16 % et avec un budget géré par ABC Sports pour la case du lundi soir de réallouer le budget d'ABC Primetime sur six jours au lieu de sept pour la concurrence. Le 17 juin 1970, ABC crée une nouvelle filiale nommée ABC Circle Films pour la production de téléfilms, le premier devant sortir en 1971.
En 1971, la FCC publie une réglementation que la production et la syndication des émissions ne peuvent plus être faites par la même société. Cette décision provoque en 1972 la scission d'ABC Films en deux sociétés indépendantes Worldvision Enterprises pour la syndication et ABC Circle Films pour la production,. WorldVision, qui avait été créée en 1959, est ensuite vendue à des responsables d'ABC pour près de 10 millions d'USD.
Un autre point est l'interdiction de la publicité pour les cigarettes mise en vigueur dès le 2 janvier 1971. Le 17 janvier 1972, Elton Rule est nommé président et COO d'ABC quelques mois après que Leonard Goldenson ait eu une crise cardiaque. En 1974, en raison de la faible rentabilité des cinémas, la division centre-ouest d'ABC Theatres, nommée ABC Great States est revendue à Henry Plitt, qui fonde Plitt Theatres. La transaction de 25 millions d'USD est finalisée le 10 mai 1974 et concerne 123 salles réparties dans deux entités State Theatre et Eau Claire. En parallèle la gestion de la division Ouest, comprenant les Rocheuses et la Californie, est prise en charge par la 20th Century Fox.
Au début des années 1970, Michael Eisner, entré en 1966 chez ABC, devient responsable du développement des programmes. Il propose de nombreuses idées de séries dont Happy Days qui débute en janvier 1974 mais aussi plusieurs soap operas. Son principal crédit chez ABC a été de développer des programmes pour la jeunesse. On lui doit le départ de Bugs Bunny de CBS pour ABC, le dessin animé Les Jackson Five, la série sur les Osmond Brothers, celle nommée Super Friends basée sur la Ligue de justice d'Amérique. Eisner quittera ABC en 1976 pour devenir président de Paramount Pictures.
Au printemps 1975, Fred Pierce récemment nommé président d'ABC Television parvient à convaincre Fred Silverman de devenir le premier président d'une filiale de production télévisuelle indépendante nommée ABC Entertainment créée à partir de la division homonyme responsable des programmes de la chaîne,. En 1975, ABC démarre la diffusion de la série policière Section 4 (S.W.A.T.). Cette même année, la chaîne souhaite concurrencer l'émission matinale de NBC, The Today Show, et lance une émission nommée AM America mais le succès n'est pas immédiat. Avant la fin de l'année 1975, ABC découvre qu'une autre émission matinale, The Morning Exchange, produite pour le marché local de Cleveland par sa filiale WEWS-TV, semble plaire aux téléspectateurs. En novembre 1975, ce concept est adopté pour l'émission matinale nationale sous le nom Good Morning America. En parallèle, ABC News cherche à devenir un leader mondial de l'information.
En 1977, ABC achète le mensuel à vocation locale Los Angeles Magazine, l'ajoute à son portefeuille de publications et nomme Seth Baker responsable de la division. De son côté, la chaîne de télévision produit de nombreuses séries et lance en janvier 1977 plusieurs séries phares : en janvier, c'est Racines, inspirée d'une nouvelle d'Alex Haley, et en septembre, La croisière s'amuse. Le succès de cette série conjugué avec celui de Happy Days permet au réseau de devenir en 1976-1977 (pour sa première fois) le premier réseau américain. Mais à l'international, de nombreux États souhaitent augmenter leur indépendance et renforcent leur législation, ABC est alors contrainte de revendre toutes ses participations dans des chaînes internationales, essentiellement au Japon et en Amérique latine.
En 1977, Roone Arledge est nommé président de la nouvelle division information ABC News en plus d'être président d'ABC Sports. Aussi en 1977, ABC lance un programme d'agrandissement de ses locaux à New York. Elle fait construire à l'angle de Columbus Avenue et de la West 66 Street, le bâtiment de 10 étages surnommé 7 Lincoln Square à la place d'un entrepôt abandonné (en réalité c'est le 149 Columbus Avenue). Tandis que l'ancien parking situé au 30 West 67 Street est transformé en un imposant édifice de 15 étages. Les deux bâtiments sont achevés en juin 1979. La chaîne WABC-TV déménage ses locaux du 77 West 66 Street au 149 Columbus Avenue, libérant ainsi de l'espace pour la société American Broadcasting Company.
Fin 1977, ABC annonce la vente de la division ABC Southern à Plitt Theatres Holding pour 49 millions de dollars, une société créée par Henry Plitt entre-temps associé à Thomas Klutznick, entrepreneur immobilier de Chicago,. La transaction est finalisée le 30 mars 1978 pour 50 millions d'USD. Avec cette vente ABC se désengage de l'exploitation des salles de cinéma, le principal problème étant que la population investit la banlieue et s'éloigne des vieux cinémas des centres-villes. En 1987, Plitt Theaters est racheté par Cineplex Odeon Corporation.
En juin 1978, Roone Arledge lance l'émission 20/20. En février 1979, ABC revend ABC Records à Music Corporation of America (MCA) pour 20 millions d'USD et le 5 mars 1979, le label disparaît quand les 300 employés sont licenciés. Les labels sont de nos jours dans le giron d'Universal Music Group. Le 21 février 1979, ABC annonce acheter 48 % de l'éditeur Chilton Publishing de Philadelphie, principalement connu pour ses revues et manuels automobiles. Le 5 juillet 1979, ABC fonde une nouvelle division nommée ABC Video Enterprises pour les productions sur les nouvelles technologies vidéos comme la télévision par câble, la télévision à péage, les supports vidéos disque ou cassettes. Elton H Rule nomme à la tête de cette division Frederick S. Pierce président et Herbet A. Granath vice-président. Rule indique que cette entité travaillera de concert avec les autres divisions ABC Television, ABC Radio et ABC Publishing.
Les années 1970 sont marquées par plusieurs séries à succès : Kung Fu (1972-1975, avec David Carradine), L'Homme qui valait trois milliards (1974-1978), Les Jours heureux (1974-1984, Happy Days), Wonder Woman (1975-1979), Drôles de dames (1976-1981), Super Jaimie (1976-1978), L'Île fantastique (1978-1984), Galactica (1978-1979), Arnold et Willy (1978-1985). Plusieurs de ces séries ont été choisies par Fred Silverman, nommé en 1975 directeur des programmes (via la division ABC Entertainment), mais qui quitte ce poste en 1978 pour devenir le PDG de NBC.

### Les années 1980: fusion avec Capital Cities, achat d'ESPN
ABC domine le panorama télévisuel américain durant les années 1970 et le début des années 1980. En 1981, ABC commence la diffusion de plusieurs séries phares dont Dynastie (12 janvier) et Drôles de dames (24 juin). En 1981, ABC lance l'Alpha Repertory Television Service (ARTS), un service de télévision sur le câble proposant des programmes culturels tels que des ballets et de l'opéra. Le 30 janvier 1981, ABC et Hearst Corporation forme une coentreprise nommée Hearst/ABC Video Services (HAVS) pour fournir des programmes au Alpha Repertory Television Service ainsi qu'une chaîne câblée nommée BETA pour le public féminin.

Logo d'ESPN.

Le 9 août 1982, ABC Inc achète 10 % de la société ESPN pour la somme de 20 millions d'USD et en contrepartie, ESPN reçoit les droits de diffusion aux États-Unis du British Open qu'ABC ne pouvait diffuser totalement. Cet achat offrait la possibilité d'acheter d'autres parts d'ESPN jusqu'à 49 % sous certaines conditions. L'une d'elles était l'achat d'au moins 10 % des parts de Getty Oil avant le lundi 2 janvier 1984. Entre 1968 et 1983, fort du succès de ses émissions, ABC est passé de 146 à 214 stations de télévisions affiliés, de 365 à 1 800 stations de radio, les revenus de 600 millions d'USD à 2,7 milliards d'USD et les bénéfices de 13,5 à 160 millions d'USD.
En 1983, ABC revend KXYZ à Infinity Broadcasting Corporation. Le 20 mai 1983, ABC Sports et ESPN diffusent leur premier programme en télévision à la carte, quatre matchs de boxe de la WBA et WBC, le service annoncé depuis plusieurs mois est alors nommé RSVP pour Reserved Seat Video Productions,. Ce service sera rebaptisé ESPN PPV en 2003. Le 4 janvier 1984, le New York Times annonce qu'ABC, au travers de sa filiale ABC Video Enterprises, a exercé son option d'achat des parts de Getty Oil dans ESPN à hauteur de 15 %, soit entre 25 et 30 millions d'USD, ce qui lui permet d'augmenter sa part plus tard. En juin 1984, le comité directoire d'ABC accepte le rachat d'ESPN et ABC s'arrange avec Getty Oil pour obtenir 80 % d'ABC, les 20 % restants étant vendus à Nabisco. En 1984, la chaîne ARTS fusionne avec le projet Entertainment Channel de RCA tandis que Hearst ajoute sa participation, en contrepartie des arrangements pour ESPN, dans la nouvelle chaîne Arts & Entertainment Television. Entre-temps, ABC se désengage définitivement des parcs à thème en revendant le Silver Springs Nature Theme Park de Floride,.
En janvier 1985, la FCC publie une modification de sa réglementation sur le nombre maximal de stations détenues par une seule société de 7 à 12. Cette décision entraîne de nombreuses transactions pour les sociétés de télévision. Thomas S. Murphy, PDG de Capital Cities Communications, avait contacté Goldenson dès décembre 1984 pour lui proposer une fusion de leurs sociétés respectives. Le 16 mars 1985, le comité de direction d'ABC accepte l'offre d'achat de la part de Capital Cities.
Le 18 mars 1985, Capital Cities lance officiellement une offre de rachat sur ABC pour la somme de 3,5 milliards de dollars,,. L'offre est alors de 118 USD par action ABC plus une garantie de 10 %, soit 3 USD pour un total de 121 par action,. Pour financer cet achat, Capital Cities emprunte 2,1 milliards d'USD à un consortium de banques, revend plusieurs actifs qui contreviendraient aux règles de la FCC pour 900 millions d'USD et se sépare de plusieurs activités dont l'activité câble vendue à la Washington Post Company. Les 500 millions restants sont fournis par Warren Buffett qui promet que sa société Berkshire Hathaway achètera 3 millions d'actions à 172,50 USD l'une,.
Le 5 septembre 1985, ABC fusionne avec Capital Cities et se rebaptise Capital Cities/ABC. ABC récupère plusieurs stations de télévision (dont KFSN-TV, KTRK-TV et WJRT-TV), le groupe de presse Fairchild Publications et quatre journaux dont le Kansas City Star et le Fort Worth Star-Telegram. Mais en contrepartie ABC revend WXYZ-TV à la E. W. Scripps Company. En 1985, côté programmation, la diffusion de la série La croisière s'amuse (The Love Boat) s'achève, précédée par Happy Days et de Vivre à trois en 1984. De son côté Jim Duffy quitte la présidence du réseau pour la direction de ABC Communications, la filiale spécialisée dans les programmes de service communautaire dont l'éducation littéraire. C'est NBC qui reprend la tête des réseaux. Pour contrecarrer NBC, ABC décide de se recentrer sur les séries de comédies avec des titres comme Roseanne, Madame est servie, Notre belle famille ou Larry et Balki (et sa suite La Vie de famille). Devant le succès de ces séries, ABC reprogramma même les nuits du vendredi pour ce type d'émissions.
La fusion ABC/Capital Cities devient effective le 3 janvier 1986 et plusieurs changements de poste surviennent au sein de la direction : Frederick S. Pierce devient président de la division ABC Broadcasting; Michael P. Millardi vice-président de ABC Broadcasting et président de ABC Owned Stations et ABC Video Enterprises; John B. Sias président de ABC Television network et des services d'informations, loisirs et sports; Brandon Stoddard président d'ABC Entertainment (nommé en novembre 1985); Roone Arledge, président d'ABC News et ABC Sports. En février 1986, Thomas S. Murphy, alors PDG de Capital Cites depuis 1964, est nommé président-directeur général et CEO d'ABC. En 1988, ABC fait construire un nouveau siège social, juste à côté des studios de WABC-TV sur la West 66 Street. Le programme de restructuration du réseau télévisuel lancé en 1974 a permis avec des achats et des échanges de près de 70 stations à la fin des années 1980, ajoutant plus de 2 millions de téléspectateurs.

### Les années 1990: acquisition par Disney

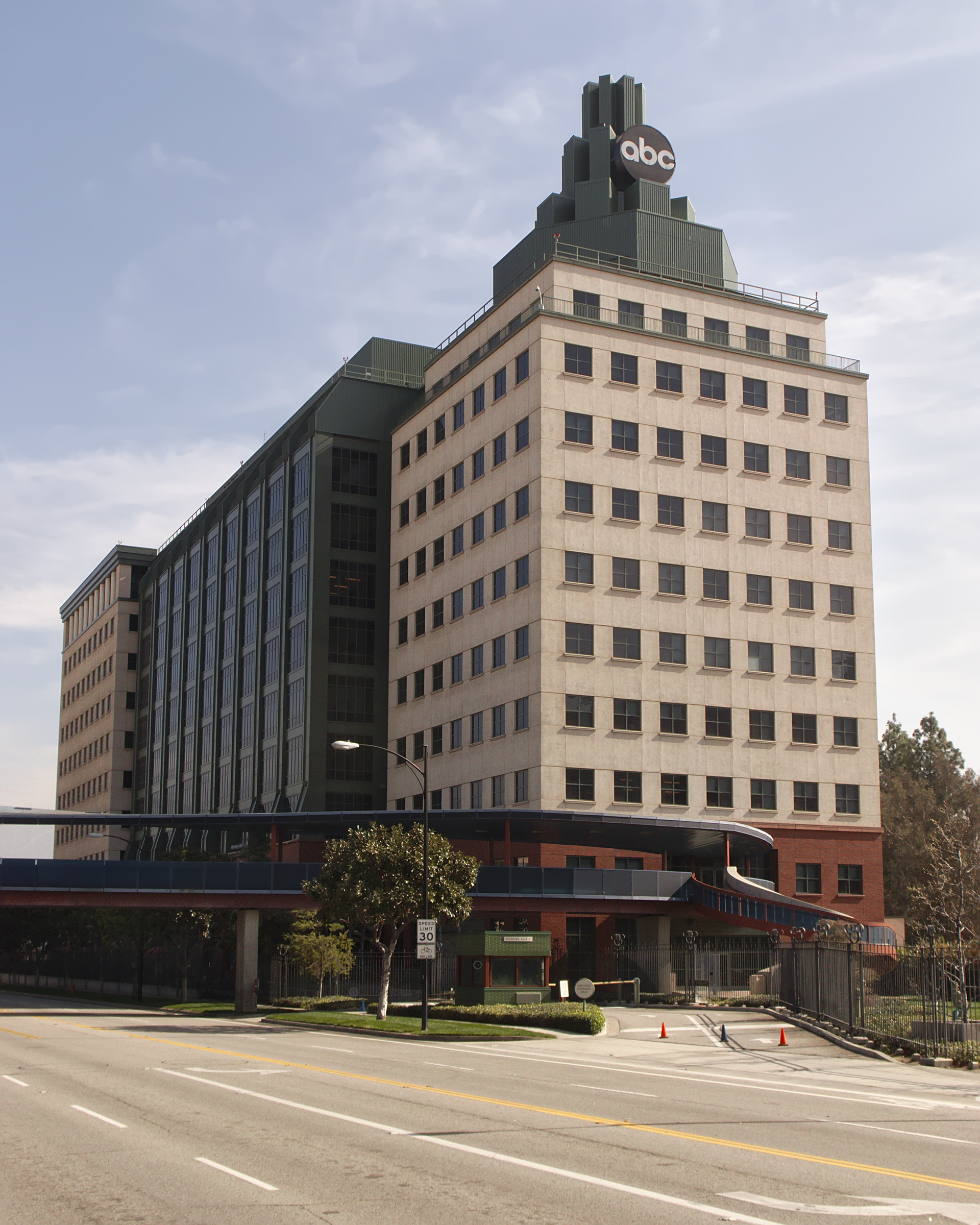
LABC Building construit en 1997 au siège social de Disney à Burbank (Californie).

En 1990, Thomas S. Murphy délègue le poste de CEO à Daniel B. Burke tout en restant le PDG d'ABC. La société Capital Cities/ABC rapporte 465 millions d'USD de revenus. Le 20 janvier 1990, ABC au travers de Fairchild Publications achète cinq magazines au groupe International Thomson Organisation ainsi que le quotidien The Milford Citizen à son propriétaire. En 1993, la FCC modifie ses règles et supprime l'interdiction pour une chaîne de détenir des intérêts dans des studios de productions télévisuels.
En 1993, ABC achète le studio de production de dessins animés d'origine française Diffusion information communication (DIC). ABC signe un contrat avec Time Warner Cable pour diffuser les stations de télévisions d'ABC sur son réseau câblé. En février 1994, avec le départ de Daniel Burke, Thomas Murphy reprend les deux postes de PDG et CEO avant de nommer Robert Iger comme CEO. En avril 1994, Viacom revend pour 317,6 millions d'USD sa participation à Hearst Corporation et Capital Cities Communications afin de faire valider sa fusion avec Paramount Pictures. Le 22 août 1994, ABC Cable and International Broadcast Group annonce lancer deux émissions pour la jeunesse devant être diffusées sur les chaînes câblées en Chine, la première Dragon Club de deux heures et Panda Club d'une heure avec des programmes d'ABC et de DIC. La marque Dragon Club est aussi déposée en Australie le 10 novembre 1994.
En 1995, ABC lance une chaîne (éphémère) nommée ABC Cable News pour concurrencer CNN mais sans succès. Elle s'arrête en 1997 (Disney a repris l'idée en juillet 2004 avec ABC News Now qui est une chaîne exclusivement sur numérique et internet supportant les offres sur les téléphones mobiles).
Le 31 juillet 1995, la Walt Disney Company et Capital Cities/ABC annoncent leur intention de fusionner pour un montant de 19 milliards d'USD,. Le 29 août 1995, ABC rachète WJRT-TV et WTVG à SJL Broadcast Management qui deviennent des chaînes détenues et exploitées. Le 4 janvier 1996, les actionnaires de Disney approuvent la fusion lors d'un congrès spécial à New York. Le 9 février 1996, Disney finalise son rachat de Capital Cities/ABC et rebaptise sa nouvelle filiale ABC Inc. Ce rachat permet à Disney de prendre le contrôle de 10 chaînes de télévision, (9 VHF et 1 UHF), 21 stations de radio (11 AM et 10 FM), 80 % d'ESPN, des pourcentages variés de The History Channel, A&E Television Networks et Lifetime Entertainment ainsi qu'un groupe de presse possédant 85 journaux, 18 guides d'achat, 2 magazines de consommateurs, 21 journaux hebdomadaires et 7 quotidiens. Disney vendra plus tard la section presse à Knight Ridder. En contrepartie du rachat et selon la FCC, Disney revend la chaîne KCAL basée à Los Angeles à Young Broadcasting pour 387 millions d'USD. Le 4 avril, Disney revend les 4 journaux (anciennement Capital Cities) à Knight Ridder pour 1,65 milliard USD. Thomas S. Murphy se retire d'ABC et laisse sa place de PDG et CEO à Robert Iger.
Le rapprochement entre Disney et ABC a permis une synergie de groupe, l'un des credo de l'époque avec entre autres : des attractions ABC dans les parcs Disney et plus de programmes Disney sur ABC. Dans les années 1990, ABC et Disney produisirent des séries comme Papa bricole (Home Improvement) mais c'est surtout la série parodique Sports Night fin 1998 qui a été récompensée par plusieurs Emmy Awards.
Début 1997, Disney envisage de se séparer de l'ensemble des publications obtenues par le rachat d'ABC. Le 23 juin 1997, Disney vend l'éditeur Chilton Publishing, filiale d'ABC, au groupe européen Reed Elsevier pour 447 millions d'USD,.
Le 10 mai 1999, Disney réorganise sa division publication ; le Buena Vista Publishing Group devient Disney Publishing Worldwide et est rattaché à la division Disney Consumer Products tandis que Hyperion Books devient une filiale d'ABC. Le 8 juillet 1999, Disney crée l'ABC Entertainment Television Group en regroupant les Walt Disney Television Studio, les Buena Vista Television Productions et les ABC’s Primetime Division. Le 31 décembre 1999, le contrat de diffusion sur le câble avec Time Warner Cable prend officiellement fin mais est renouvelé le temps de parvenir à un accord.
Lors de la saison 1999–2000, grâce au succès inattendu de Who Wants to Be a Millionaire?, émission lancée le 18 janvier 2000, ABC est le premier réseau à passer de la troisième à la première place dans les sondages d'audience en une seule saison. Ce jeu télévisé est une déclinaison de l'émission britannique homonyme. Deux ans plus tard, l'effet Millionnaire s'étant estompé, seuls The Practice : Donnell et Associés, Ma famille d'abord, New York Police Blues et Le Monde merveilleux de Disney parviennent à se hisser en tête des audiences.

### Les années 2000: séparation d'avec la radiophonie

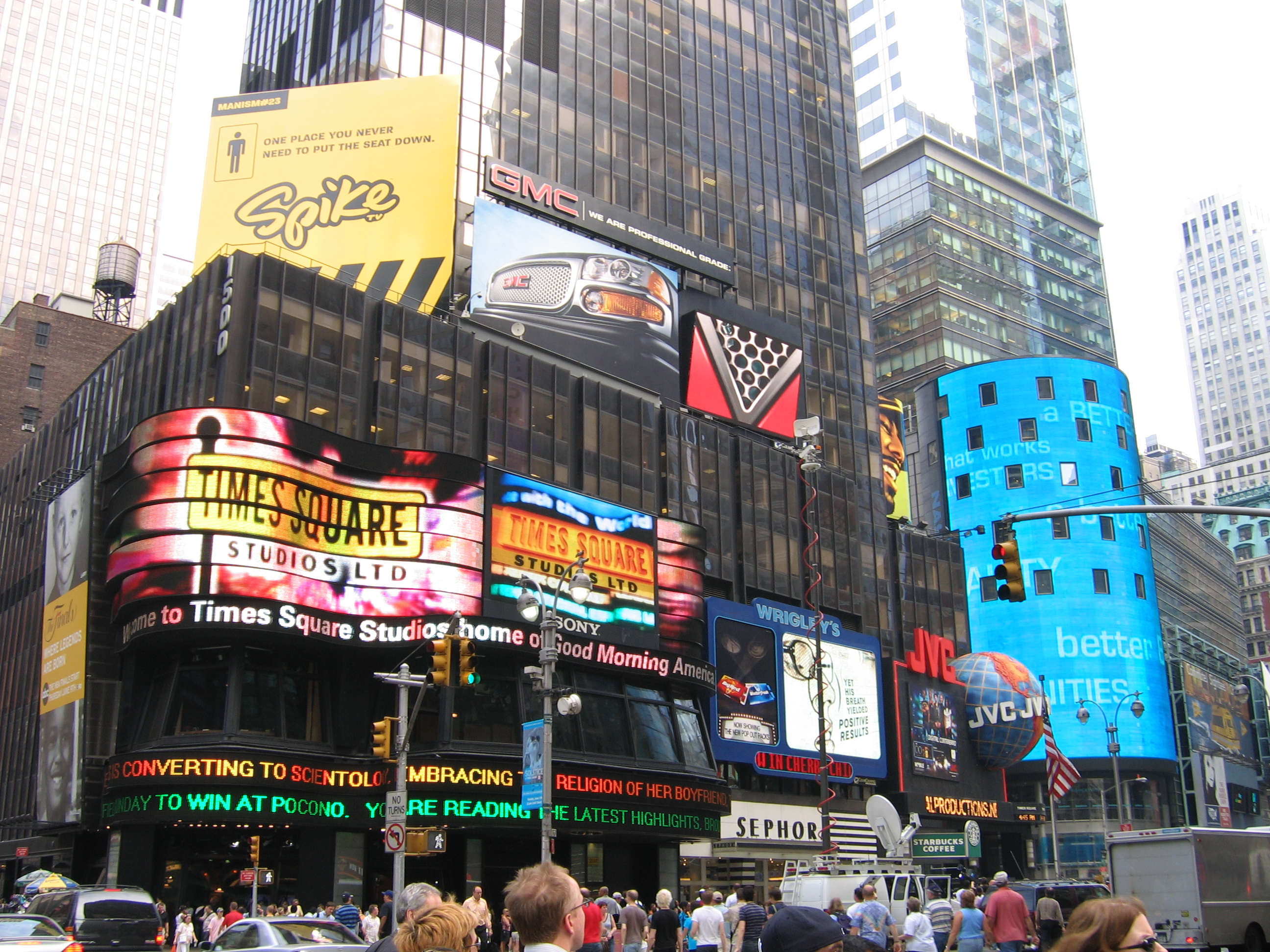
Times Square Studios d'ABC à Times Square, New York.

Logo du 7 cerclé d'ABC revisité en 2007, la chaîne utilisant le canal 7 dans plusieurs villes.

Le 24 janvier 2000, la société Emmis Communications basée à Indianapolis achète le mensuel Los Angeles Magazine à ABC selon des termes non dévoilés. Le 30 avril 2000, à la suite d'un désaccord entre Disney et le distributeur Time Warner Cable (TWC), TWC cesse de retransmettre la chaîne WTVD dans sa zone de couverture Durham-Raleigh-Fayetteville en Caroline du Nord. La FCC, saisie par ABC dès le 1er mai, émet une ordonnance (publiée le 3 mai) obligeant TWC à restituer le signal, ce qui est fait dans l'après-midi du 2 mai, après 24 h d'interruption de service. En juin 2000, Disney revend les 33 % qu'elle détient dans Eurosport pour 155 millions d'USD.
Le 23 juillet 2001, Disney rachète le groupe Fox Family Worldwide et l'intègre au groupe ABC sous le nom ABC Family pour 5,3 milliards d'USD. Disney récupère le catalogue de 8 500 épisodes de programmes que contient Saban Entertainment. La chaîne jeunesse du groupe est rebaptisée Jetix et passe sous la direction de Disney Channel. L'achat est finalisé le 24 octobre 2001.
En 2004, ABC perd 10 points d'audience par rapport à 2003 et se retrouve en quatrième position en parts de marché. Mais lors de la saison 2004-2005, ABC connaît un succès inattendu grâce à de nouvelles séries telles que Desperate Housewives, Lost : Les Disparus et Grey's Anatomy, qui la hisse au second rang des chaînes les plus regardées devant NBC mais derrière l'indétrônable CBS. Le 21 avril 2004, Disney annonce une restructuration de sa division Disney Media Networks avec pour effet la nomination d'Anne Sweeney et George Bodenheimer, co-PDG de la division mais avec d'un côté Sweeney devient la présidente du Disney-ABC Television Group (ABC et Disney Channel Worldwide) et de l'autre Bodenheimer conserve son poste de président d'ESPN et obtient celui d'ABC Sports. Le 27 septembre 2004, ABC annonce le lancement d'ABC1, une chaîne du groupe ABC au Royaume-Uni.
Entre mai et septembre 2005, des rumeurs de vente par Disney/ABC d'ABC Radio sont parues dans la presse : les racheteurs potentiels cités sont Clear Channel Communications et Westwood One (qui racheta ceux de NBC, Mutual puis CBS). Le 19 octobre 2005, ABC annonce la restructuration du groupe en six divisions : Entertainment Communications, Communications Resources, Kids Communications, News Communications, Corporate Communications et International Communications. Le 7 décembre 2005, ABC Sports et ESPN signent avec la NASCAR pour huit années de rediffusion de la Nextel Cup, soit 17 des 36 courses chaque saison.
Le 6 février 2006, Disney et Citadel Broadcasting annoncent la fusion du réseau ABC Radio avec celui de Citadel. La nouvelle entité s'appellera Citadel Communications et est détenue comme suit : 52 % par la Walt Disney Company, 32 % par Forstmann Little, 16 % par les autres anciens actionnaires de Citadel Broadcasting. Le 10 octobre 2006, la Walt Disney Company au travers du Disney-ABC Television Group obtient un accord pour diffuser la chaîne d'information continue ABC News Now en Inde sur le bouquet Dish TV.
Le 8 février 2007, Disney annonce le renommage de Touchstone Television, le studio de production de séries télévisées, en ABC Television Studio. Le 8 septembre 2007, Disney décide d'arrêter la chaîne ABC1 en octobre en raison d'une impossibilité pour la chaîne d'atteindre une part d'audience convenable. Le 28 septembre 2007, Hyperion, filiale historique d'ABC, déménage ses bureaux alors situés dans le siège social d'ABC (au 77 West 66th Street) afin d'investir deux étages du 114 Cinquième Avenue, siège de Disney Publishing Worldwide alors en cours de déménagement partiel pour White Plains.
Le 15 août 2008, Disney récuse les rumeurs, lancées par Caris & Co, de vente des 10 stations détenues directement par ABC.
En janvier 2009, Disney annonce la fusion d'ABC Television Studio et d'ABC Entertainment au sein du même groupe,,,,. La réorganisation entraîne la suppression de 5 % des postes de la société. Le 2 avril 2009, Citadel Communications décide de renommer ABC Radio en Citadel Media faisant disparaître la marque ABC ; toutefois, ABC News continue de fournir un service de presse à Citadel. Le 6 juillet 2009, le site Hulu diffuse pour la première fois une production d'ABC, un épisode de Grey's Anatomy à la suite d'un accord lancé en avril 2009 comprenant une participation par Disney de 27 % au capital de Hulu. Le 22 décembre 2009, Disney-ABC Television Group annonce un partenariat avec Apple pour de la télévision payante sur iTunes, avec du contenu provenant de Disney Channel et ABC.

### Les années 2010: groupe de média
Le 17 février 2010, Geri Wang est nommée responsable des ventes d'ABC Television Network, supervisant les ventes d'ABC Primetime, ABC Daytime, ABC News, ABC Late-Night, ABC Interactive, Disney/ABC Unlimited et SOAPnet. Le 24 février 2010, le président d'ABC News David Westin annonce une restructuration du service d'information d'ABC comprenant la possible suppression de 200 à 300 postes. Le 2 mars 2010, ABC et l'opérateur Cablevision ne parviennent pas à obtenir un accord sur les droits de distribution d'ABC dans la zone urbaine de New York, ABC menaçant de couper la chaîne juste avant la cérémonie des Oscars. Le samedi 6 mars, Disney Media Networks arrête la livraison du faisceau WABC-TV délivré à Cablevision. Le dimanche 7 mars dans la soirée, Disney rebranche le faisceau permettant aux téléspectateurs de voir la retransmission des Oscars. Le lundi 8 mars, Disney annonce qu'aucun accord financier n'a encore été obtenu mais que les négociations ont repris. Le nœud du problème concerne les droits de retransmission de la chaîne locale WABC-TV par Cablevision dans la zone métropolitaine de New York, du New Jersey et du Connecticut, augmenté par Disney de 40 millions d'USD annuels, Cablevision générant plusieurs milliards de dollars de revenus des abonnements. Disney recevait avant mars 2010 environ 200 millions d'USD pour les 3,1 millions de foyers abonnés à Cablevision. Le 10 mars 2010, lors de la réunion des actionnaires de Disney, Robert Iger envisage plusieurs solutions pour résoudre les problèmes de certaines filiales d'ABC Inc, dont ABC News, avec par exemple la création d'une spin-off.
Le 16 septembre 2010, ABC et Nielsen (la société de mesure d'audience) s'associent pour créer une application iPad consacrée à une nouvelle série télévisée, My Generation. Le 3 novembre 2010, la presse annonce qu'ABC accepte de vendre les chaînes WJRT-TV à Flint et WTVG à Toledo, à leur ancien propriétaire Lilly Broadcasting (sous le nom SJL Broadcasting).
Le 17 février 2011, Disney, propriétaire d'ABC, annonce avoir signé un accord tripartite avec les opérateurs de services de télévision payante, câblée ou satellite, et certaines des stations affiliées d'ABC représentant 64 % de la couverture nationale, accord permettant à Disney de recevoir une redevance des stations affiliées ou de récupérer une partie des droits de retransmissions récoltés par les stations et provenant des opérateurs de télévision payante. Le 1er avril 2011, WJRT-TV et WTVG changent officiellement de propriétaire pour SJL Broadcasting, conservant leurs affiliations à ABC. Le 26 octobre 2011, Disney-ABC et Corus Entertainment annoncent le lancement au printemps 2012 d'ABC Spark, déclinaison canadienne d'ABC Family,.
Le 30 avril 2012, ABC annonce une émission estivale de téléréalité The Glass House dont la diffusion est prévue pour le 18 juin 2012. La description de l'émission ressemble étrangement à la franchise Big Brother. CBS a envoyé une mise en demeure à ABC le 4 mai 2012, leur demandant de ne pas diffuser cette émission. Le 7 mai 2012, ABC News et Univision annoncent la création en 2013 d'une chaîne d'information en anglais pour les hispaniques, installée à Miami. Le 12 mai 2013, Disney-ABC Television Group lance Watch ABC, la déclinaison pour ABC du concept lancé avec WatchESPN et Watch Disney, ABC devenant le premier grand réseau national à offrir ce service,. Cette application permet dès le 14 mai de regarder les programmes de New York (WABC-TV) et Philadelphie (WPVI-TV), puis pour l'automne 2013 les autres chaînes détenues par ABC ainsi que les stations affiliées détenues par Hearst,. Les abonnés des cablo-opérateurs et satellite ont accès dès le 1er juillet 2013. Une déclinaison Watch ABC Family est prévue pour 2014. Le 13 septembre 2012, la société de transformation de bœuf BPI intente un procès contre American Broadcasting Company, maison-mère d'ABC News, et ses journalistes, réclamant 1,2 milliard d'USD dans l'affaire du pink slime.
Le 7 avril 2014, Barbara Walters annonce son départ à la retraite après plus de 50 ans d'activité chez ABC, en son honneur un des bâtiments du siège d'ABC à New York doit porter son nom la cérémonie a eu lieu le 6 mai et c'est le 47 W. 66th Street qui porte désormais le nom de Barbara Walters. Le 13 mai 2014, ABC annonce pour la saison prochaine des séries de Steven Spielberg, Sondra Rhimes et Marvel Television.
Le 9 août 2017, ABC News annonce payer 177 millions d'USD pour clore le procès du pink slime entamé en 2012 dans lequel une entreprise alimentaire du Dakota du Sud lui réclamait 1 milliard d'USD. Le 16 août 2017, ABC Networks signe un contrat avec Nielsen pour inclure dans ses mesures les chiffres d'audience en dehors des foyers. Le 21 septembre 2017, Rebecca Campbell, ancienne responsable des stations détenues en propre d'ABC, est nommée à partir de janvier 2018 présidente de Walt Disney International EMEA en lien et place de Diego Lerner à ce poste depuis 2009,. Le 18 octobre 2017, Disney intente un procès contre son assureur AIG qui estime ne pas avoir à rembourser les 177 millions d'USD versés par ABC au groupe alimentaire BPI pour régler l'affaire du Pink slime. Le 26 octobre 2017, AIG intente à son tour un procès contre Disney pour éviter de rembourser 25 millions d'USD dans l'affaire du Pink slime,. Le 6 avril 2018, la société Silverstein annonce être en négociation avec ABC pour acheter le siège social new-yorkais situé sur la West 66 Street pour plus d'un milliard de dollars. Le 9 juillet 2018, la société Silverstein confirme acheter 9 bâtiments du siège d'ABC à New York pour 1,16 milliard d'USD grâce à un emprunt de 90 millions auprès de la Deutsche Bank. L'achat concerne le 125 West End Avenue, 7, 47, 77 et 320 West 66th Street, le 30 West 67th Street, les 147 et 149 Columbus Avenue, ainsi qu'un parking au West 64th Street mais pas le First Battery Armory. Silverstein va acquérir une parcelle de 24 000 m2 totalisant 160 000 m2 de bureaux. Le même jour Disney annonce acheter un bloc à Hudson Square pour y faire son nouveau siège new-yorkais,,.
Le 21 janvier 2020, ABC Owned Television Stations prévoit de rebaptiser Live Well Network en Localish le 17 février 2020.

## Le groupe de média ABC
American Broadcasting Companies Inc. est la société qui gère l'opérationnel du réseau audiovisuel, ce nom apparaissant sur les documents officiels dont les bulletins de salaire et les contrats tandis qu'une autre société nommée ABC Inc., ancienne Capital Cities/ABC Inc, est le holding financier détenant directement American Broadcasting Companies Inc. C'est ABC Inc. qui est une filiale de Disney. Le siège social d'ABC est situé au 77 West 66th Street à New York dans l'Upper West Side près du Lincoln Center, ce sont aussi les locaux de la chaîne WABC-TV. Le service des programmes est lui basé dans l'ABC Building au sein du siège social de Disney à Burbank, Californie. American Broadcasting Company est depuis 2007 un groupe de média essentiellement axé sur la production et la diffusion de programmes télévisuels mais possède des activités tierces comme des sites Internet.
- ABC Network est le service gérant l'ensemble des chaînes de télévision détenues ou affiliées à ABC ;
- ABC News est le service d'information du groupe ;
- ABC Daytime gère les programmations de la journée (choix des séries et jeux télévisés) ;
- ABC Primetime gère les programmations de la soirée (choix des séries et émissions) ;
- Freeform (ex-ABC Family) est une chaîne câblée spécialisée dans les séries (surtout rediffusion) et les films ;
- Localish est un réseau de télévision numérique spécialisé dans le bien-être ;
- ABC1 était une déclinaison de la chaîne ABC au Royaume-Uni mais l'activité a été arrêtée en 2007 après 3 années d'existence ;
- ABC Kids est le bloc de programme jeunesse, associé à Disney Channel ;
- ESPN on ABC (géré par ESPN) est le service sportif.

### Stations de radio
ABC Radio était la filiale radiophonique d'ABC. Elle a été revendue en 2007 et renommée Citadel Media en 2009. ABC News continue de fournir des programmes à Citadel Media.

### Chaînes de télévision détenues en propre
La FCC limite les nombres de chaînes détenues et opérées à 39 % des foyers américains, ce qui se traduit différemment selon les réseaux et les marchés. Ainsi, ABC et NBC possèdent chacun 10 stations dans d'importants marchés, tandis que la Fox possède 17 stations dans des marchés moindres. Chacune des chaînes suivantes possède ses studios et son propre transmetteur.
| Ville/Marché                       | Station | TAT / TNT | Année d'affiliation             | Acquisition | Studios/Locaux                                               |
| ---------------------------------- | ------- | --------- | ------------------------------- | ----------- | ------------------------------------------------------------ |
| New York                           | WABC-TV | 7 / 45    | 1953                            | 1948        | 77 West 66th Street, New York 1500 Broadway Avenue, New York |
| Los Angeles                        | KABC-TV | 7 / 53    | 1953                            | 1949        | 500 Circle 7 Drive, Glendale                                 |
| Chicago                            | WLS-TV  | 7 / 52    | 1953                            | 1948        | 190 North State Street, Chicago                              |
| Philadelphie                       | WPVI-TV | 6 / 64    | 1953                            | 1986        | 4100 City Avenue, Philadelphie                               |
| San Francisco - Oakland - San Jose | KGO-TV  | 7 / 24    | 1953                            | 1949        | 900 Front Street, San Francisco                              |
| Houston                            | KTRK-TV | 13 / 32   | 1954                            | 1986        | 3310 Bissonnet Street, Houston                               |
| Durham - Raleigh - Fayetteville    | WTVD    | 11 / 52   | 1985 (aussi ABC de 1954 à 1962) | 1986        | 411 Liberty Street, Durham                                   |
| Fresno                             | KFSN-TV | 30 / 9    | 1985                            | 1986        | 1777 G Street, Fresno                                        |
| Anciennes stations                 |         |           |                                 |             |                                                              |
| Flint - Saginaw - Bay City         | WJRT-TV | 12 / 36   | 1958                            | 1995-2011   | 2302 Lapeer Road, Flint                                      |
| Toledo                             | WTVG    | 13 / 19   | 1995                            | 1995-2011   | 4247 Dorr Street, Toledo                                     |
| Détroit                            | WXYZ-TV | 7 / 41    | 1948                            | 1948-1986   | 20777 West 10 Mile Road, Southfield                          |

- Géolocalisation : Pour l'ensemble des points mentionnés sur la page Catégorie:American Broadcasting Company : voir sur OpenStreetMap (aide), Bing Cartes (aide) ou télécharger au format KML (aide).

### Stations de télévision affiliées
Depuis sa création, ABC possède des chaînes affiliées. Ce sont même deux stations affiliées qui ont été les premières à retransmettre les programmes d'ABC.
En 2010, ABC compte 235 stations affiliées dans tous les États américains sauf le New Jersey. Elles sont détenues par plus de 80 sociétés différentes.

### Locaux et studios
Chaque chaîne affiliée ou détenue possède ses propres locaux et studios mais des entités transverses ont été créées afin de produire les programmes nationaux. Ainsi, les séries télévisées ont été produites à partir de 1962 par ABC Circle Films et les séries télévisées de Disney par la filiale Touchstone Television à partir de 1985 mais elle a été renommée en février 2007 ABC Television Studio.
Depuis les années 1950, ABC possède deux principaux centres des tournages :
- ABC Television Center West sur Prospect Avenue à Hollywood, locaux partagés avec KABC-TV jusqu'en 1999 ;
- ABC Television Center East qui est un ensemble de studios répartis dans la ville de New York. Un nouveau centre, le Times Square Studios, a été ouvert à Times Square en 1999.

#### L'ancien siège de la West 66 Street
D'après le site City-Data.com, la société ABC possède plusieurs locaux dans New York regroupés principalement sur la West 66 Street. Le principal est un ensemble à l'angle de Columbus Avenue et la West 66 Street. Au total ABC occupe 9 755 m2 des 14 864 m2 du bloc. Il comprend :
- le siège officiel situé au 77 West 66th Street, un édifice de 22 étages construit en 1988 sur une parcelle de 53 m × 61 m[154] ;
- le 149-155 Columbus Avenue, un édifice en deux parties, l'une de 10 et l'autre de 7 étages, toutes deux comportant des baies vitrées aux étages supérieurs. L'ensemble est construit sur une parcelle de 30 m × 61 m[232] ;
- le 30-34 West 67th Street, un édifice de 15 étages avec une façade sur la 66e et la 67e rue sur une parcelle de 30 m × 10 m[233] ; Le 1er avril 2014, ABC vend trois terrains de la 66e rue de New York, les 36, 38 et 40 situés à proximité de son siège social, au promoteur immobilier Megalith Capital Management pour 85 millions d'USD[234]
- l'ancien First Battery of New York National Guard, un édifice situé au numéro 56 de l'autre côté de la rue. C'est un édifice de 5 étages sur une parcelle de 53 m × 30 m[154] ;
- ABC occupe aussi le 47 West 66th Street, trois édifices dont un de 14 étages sur une parcelle de 114 m × 30 m[154]. Le bâtiment qui accueille ABC News a été rebaptisé Barbara Walters le 6 mai 2014 en l'honneur de la journaliste ayant pris sa retraite un mois plus tôt après 50 ans de carrière chez ABC[213],[214].
- De 1983 à 2013, Disney louait plusieurs milliers de mètres carrés au 157 Columbus Avenue, juste de l'autre côté de la 67e rue[235].
- La section de la 66th Street entre Columbus Avenue et Central Park West a été rebaptisée Peter Jennings Way en 2006 en honneur du présentateur vedette d'ABC News[236],[214].

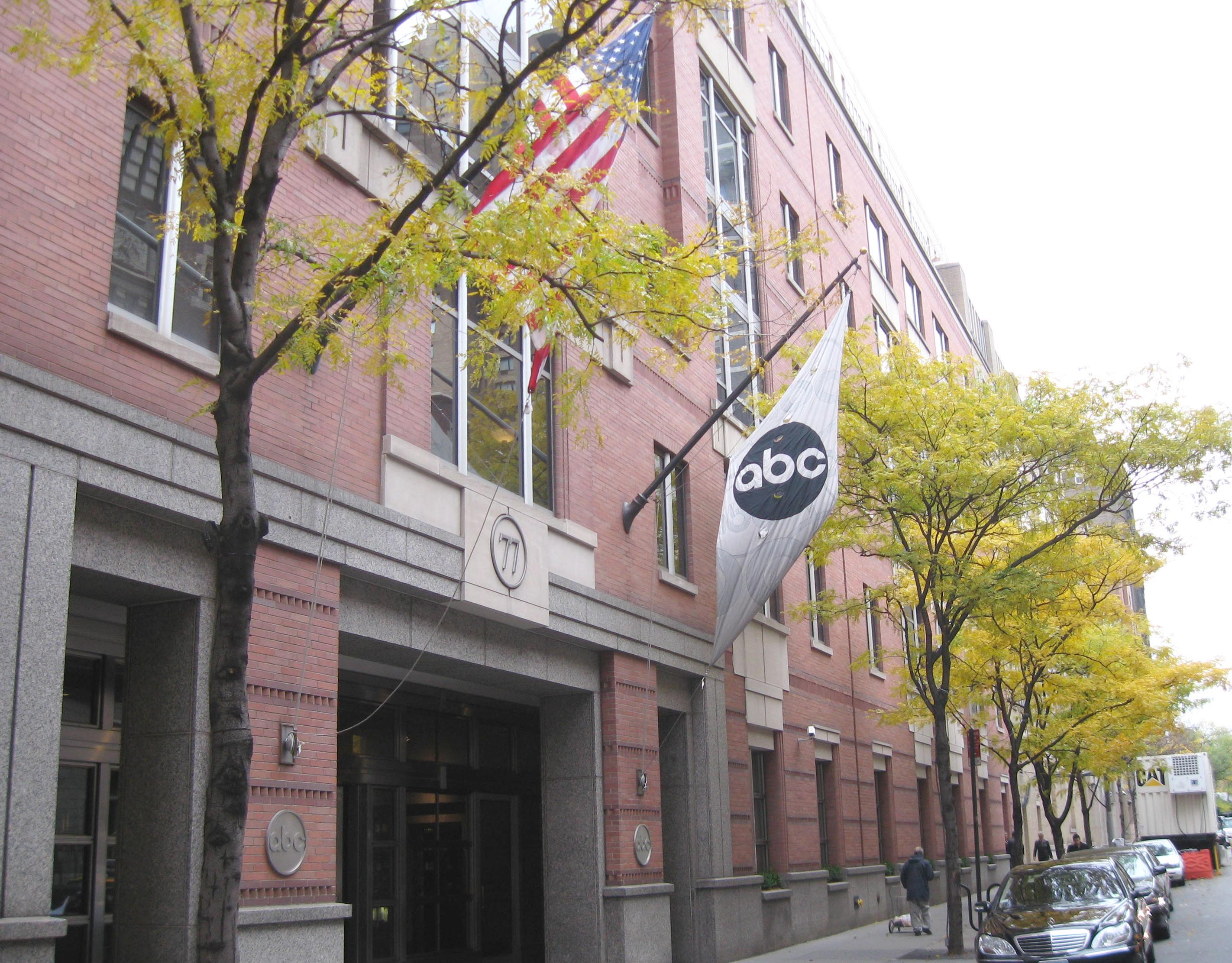
Entrée du siège officiel d'ABC au 77 West 66 Street
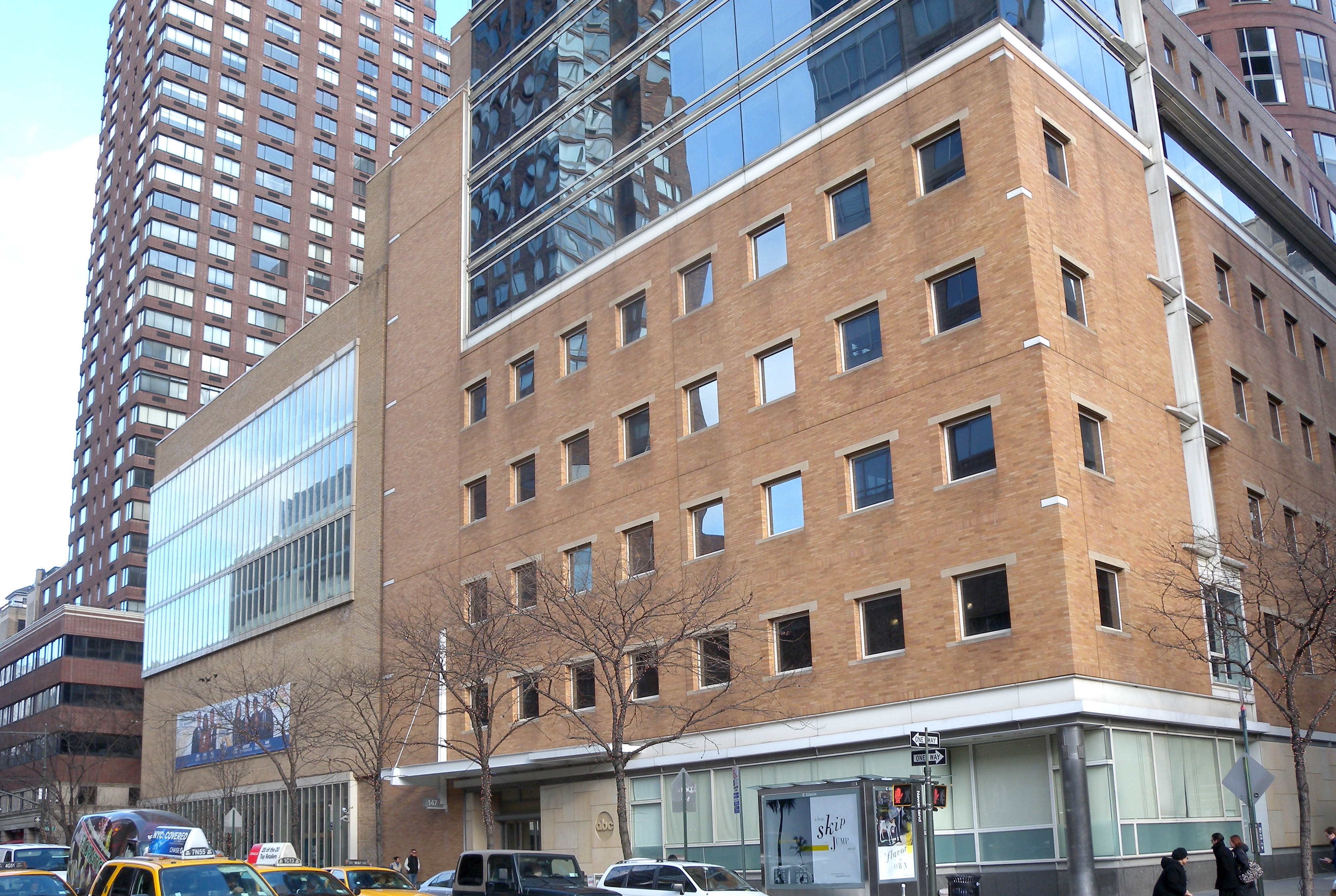
Bâtiments de WABC-TV au 149-155 Columbus Avenue et derrière le 157 Columbus Avenue.
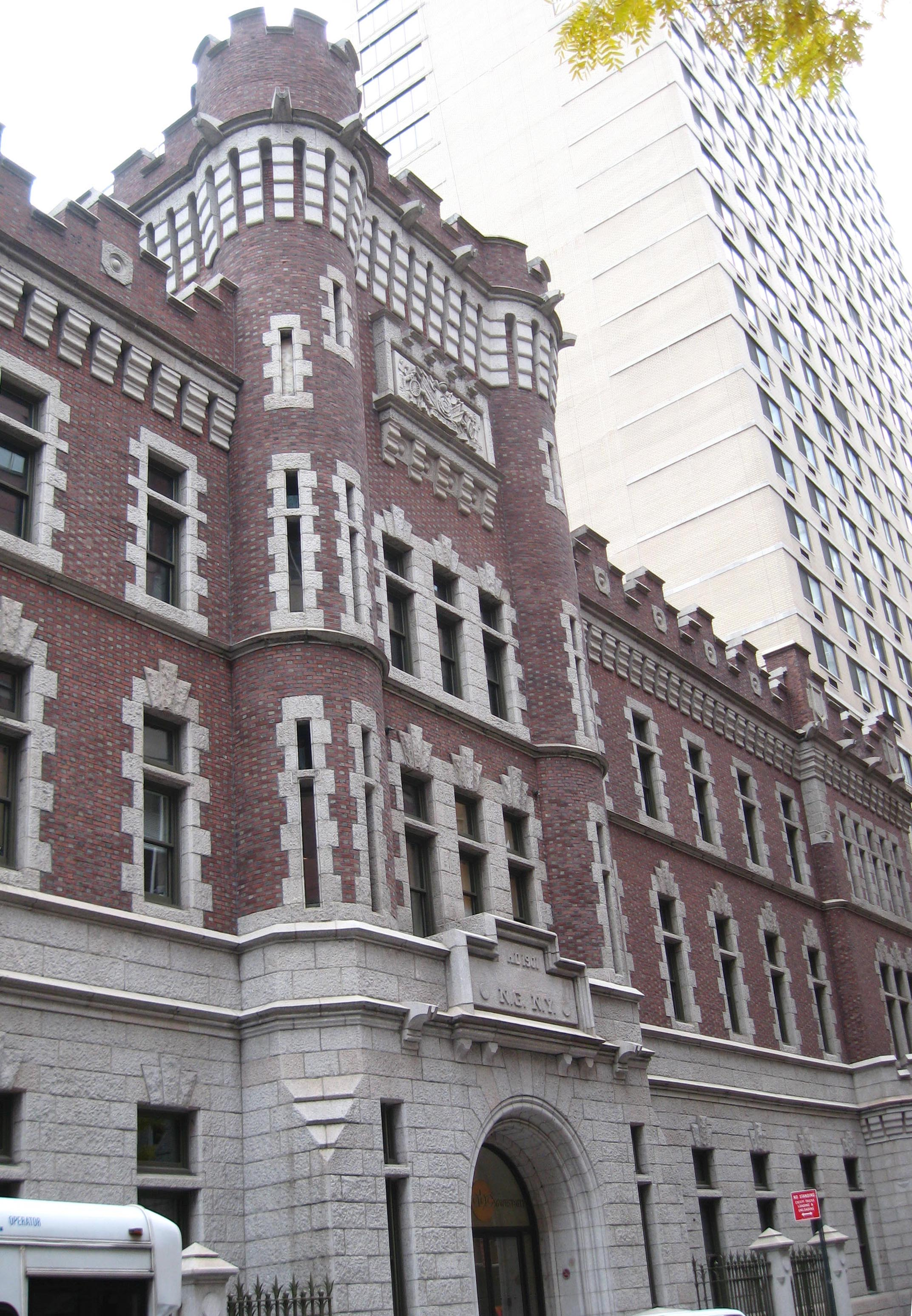
Locaux d'ABC dans l'ancien First Battery of New York National Guard
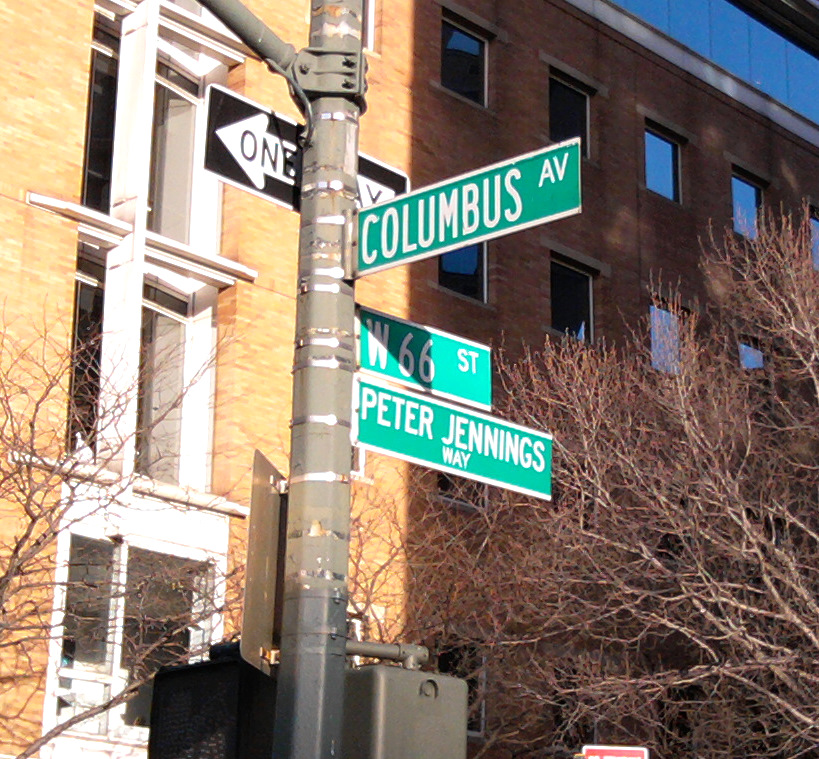
Panneau de la Peter Jennings Way donné en 2006 à la section de la rue.

ABC possède aussi le Times Square Studios au 1500 Broadway mais n'est pas propriétaire du terrain, détenu par un fonds de développement pour le projet 42e rue. C'est dans ce studio qu'est enregistrée l'émission Good Morning America.
ABC News possède des locaux situés un peu plus loin sur la West 66 Street, au 121-135 West End Avenue consacré à la radio. C'est un édifice de 6 étages occupant une parcelle de 60 m × 116 m.

#### Le siège d'Hudson Square
En juillet 2018, Disney annonce l'achat pour 650 millions d'USD d'une parcelle à Hudson Square pour en faire le siège d'ABC, ABC News et ESPN. La parcelle est un bloc complet délimité par les rues Varick Street, Vandam Street, Hudson Street et Spring Street,,. Le 24 juillet 2018, le New York Post précise que les locataires du 4 Hudson Square, ont jusqu'à 2019 pour quitter les lieux des futurs bureaux de Disney devant occuper une tour de plus de 100 000 m2. Le 5 août 2019, Disney dévoile son projet de nouveau siège social new-yorkais à Hudson Square avec deux immeubles dont le plus haut de 19 étages, 121 000 m2, des espaces commerciaux au rez-de-chaussée, et devant regrouper les activités de Disney et ABC dont les productions télévisuelles comme les studios pour The View. En 2022, l'édifice est nommé Four Hudson Square avant de prendre pour désignation le Seven Hudson Square en août 2024 et comme nom officiel le Robert A. Iger Building en décembre 2024,.

## Données économiques
ABC possède son propre établissement financier de type coopérative de crédit, nommé American Broadcast Employees Federal Credit Union (ABE FCU) créé en 1967. Avec le rachat par Disney, cet établissement est associé à celui de Disney nommé Partners Federal Credit Union. À la suite du rachat de Marvel Entertainment, les employés de Marvel peuvent rejoindre ABE FCU.
Principaux bureaux
- New York
  - au 77 West 66th Street, New York, dans le siège social d'ABC
  - au 125 West End Avenue, New York, dans les locaux d'ABC News
  - au 115 West 18th Street, New York (Manhattan Sud)
- Californie :
  - au 2300 Riverside Drive, Burbank, dans le siège social de Disney, dans l'ABC Building
  - au 2312 West Olive Avenue, Burbank, à 550 m au nord du complexe de Burbank, près de Partners FCU
  - au 4151 Prospect Avenue, Los Angeles, dans les Disney Prospect Studios
  - au 900 Front Street, San Francisco, dans les locaux de KGO-TV
- au 190 N. State Street, Chicago, Illinois, dans les locaux de WLS-TV
- au 680 Birch Street, Bristol, Connecticut, siège d'ESPN
- au 1717 DeSales St. N.W, Washington DC, ABC News à Washington

### Résultats financiers
| Année                                                                                            | Chiffre d'affaires | Chiffre d'affaires | Chiffre d'affaires | Résultats nets   | Résultats nets | Résultats nets |
| Année                                                                                            | Télévision-Radio   | Presse             | Total              | Télévision-Radio | Presse         | Total          |
| ------------------------------------------------------------------------------------------------ | ------------------ | ------------------ | ------------------ | ---------------- | -------------- | -------------- |
| 1983                                                                                             | 302,785            | 459,510            | 762,295            | 124,696          | 104,034        | 228,730        |
| 1984                                                                                             | 348,106            | 591,616            | 939,722            | 144,182          | 133,179        | 277,361        |
| 1985                                                                                             | 378,297            | 642,583            | 1 020,88           | 150,970          | 138,512        | 289,482        |
| 1986                                                                                             | 3 153,619          | 970,755            | 4 124,374          | 474,535          | 158,999        | 602,678        |
| 1987                                                                                             | 3 433,749          | 1 006,597          | 4 440,346          | 632,910          | 146,717        | 745,990        |
| 1988                                                                                             | 3 749,557          | 1 023,896          | 4 773,453          | 722,171          | 129,720        | 816,029        |
| 1989                                                                                             | 3 899,898          | 1 057,405          | 4 957,394          | 836,149          | 130,444        | 922,512        |
| 1990                                                                                             | 4 283,633          | 1 101,969          | 5 385,602          | 830,457          | 132,371        | 923,215        |
| 1991                                                                                             | 4 329,743          | 1 052,246          | 5 381,989          | 669,708          | 122,905        | 761,233        |
| 1992,                                                                                            | 4 265,561          | 1 078,566          | 5 344,127          | 619,317          | 136,389        | 755,706        |
| 1993                                                                                             | 4 663,215          | 1 010,438          | 5 673,653          | 778,077          | 125,647        | 903,724        |
| 1994                                                                                             | 5 277              | 1 102,1            | 6 379,7            | 1 127            | 155            | 1 239          |
| 1995                                                                                             | 5 727,5            | 1 151,1            | 6 878,5            | 1 164,8          | 139            | 1 238,8        |
| À partir de 1996, les résultats financiers sont inclus dans ceux de Disney Media Networks (ici). |                    |                    |                    |                  |                |                |

1. ↑  À la suite du rachat d'ABC

### Direction d'American Broadcasting Company
- 1943-1953 : Edward Noble
- 1953-1986 : Leonard Goldenson
- 1986-1990 : Thomas S. Murphy (PDG-CEO)[153]
- 1990-1994 : Thomas S. Murphy (PDG), Daniel B. Burke (CEO)[153]
- 1994-1996 : Thomas S. Murphy (PDG)[153], Robert Iger (CEO)
- 1996-2000 : Robert Iger, président
- 2000-2004 : Anne Sweeney, présidente d'ABC Cable Networks Group et de Disney Channel Worldwide[249] avec George Bodenheimer, président d'ESPN
- depuis 2004 : Anne Sweeney et George Bodenheimer sont les co-PDG de Disney Media Networks qui supervise ABC avec Sweeney présidente du ABC Television Group et Bodenheimer président d'ESPN.

## Programmation de la chaîne de télévision
La chaîne de télévision American Broadcasting Company est une chaîne généraliste proposant une programmation de 92,5 heures par semaine découpée en blocs de programmes. Elle fournit des programmes pour les créneaux suivants :
- le matin Good Morning America
- 10 h-15 h en semaine, nommé ABC Daytime, principalement des débats télévisés, soap operas et séries télévisées ;
- 22 heures d'émissions en prime-time de 20 h à 23 h la semaine et de 19 h à 23 h le week-end. Voir ABC Primetime ;
- les journaux télévisés du matin World News Now et America This Morning ;
- les journaux télévisés du soir ABC World News produit par ABC News ;
- les magazines d'information 20/20, Nightline ;
- le late-night show Jimmy Kimmel Live! diffusé après le journal du soir ;
- un bloc d'émission de 7 h-9 h le week-end ;
- le bloc de programme d'émissions jeunesse de 4 heures le samedi matin, nommé ABC Kids ;
- le bloc de programme sportif des après-midis du week-end produit par ESPN on ABC et diffusé selon l'actualité durant la période 12 h-18 h, remplacé en cas d'absence par des films ou des séries télévisées ;
- l'émission politique du dimanche matin (Sunday-morning talk-show) This Week.

### Catalogue de programmes
Le catalogue des programmes produits par American Broadcasting Company a été dissocié en plusieurs parties en raison de l'historique de l'entreprise. La plupart des productions internes réalisées après 1973 appartiennent à ABC (ou à Disney) à part quelques exceptions (Stephen J. Cannell conserve les droits de L'As de la crime).
La principale raison du découpage du catalogue est une réglementation de la FCC publiée en 1971, stipulant que la production et la syndication des émissions ne peuvent plus être faites par la même société. En 1968, ABC a de manière préventive créé deux sociétés distinctes WorldVision pour la syndication, ABC Circle Films pour la production. Mais entre la publication de la réglementation et sa mise en application, la séparation du catalogue se fait sur l'année 1973. Les droits de rediffusion des productions d'avant 1973 ont été transférés à la société WorldVision, devenue indépendante cette même année. Cette société a été revendue à plusieurs reprises et appartient depuis 1999 à CBS Television Distribution, filiale de CBS Corporation. WorldVision avait malgré tout revendu certaines portions de son catalogue comme Ruby-Spears (comprenant les personnages d'Hanna-Barbera) à Turner en 1990.
En 1996 avec le rachat par Disney, ABC Circle Films a été absorbé par Touchstone Television, la filiale équivalente chez Disney, renommée ABC Television Studio. La syndication est assurée par Disney-ABC Domestic Television (ex-Buena Vista Television) au niveau américain et Disney-ABC International Television pour l'international (ex-Buena Vista International Television).

### Divertissements
Jeux télévisésThe Dating Game (1965-1973), The Newlywed Game (depuis 1966), Let's Make a Deal (1963-1977, par la suite d'autres versions sur NBC puis CBS), Who Wants to Be a Millionaire? (1999-2002, puis en syndication)
Émissions sportivesMonday Night Football (1970-2006, depuis sur ESPN), Saturday Night Football (depuis 2006)
Talk-showsJimmy Kimmel Live! (depuis 2003), Good Morning America (depuis 1975), The View (depuis 1997)
VariétésAmerican Bandstand (1957-1987)
AutresRipley's Believe It or Not! (1982-1986), Les Maçons du cœur (depuis 2003), Super Nanny (depuis 2005), Wipeout (depuis 2008)

### Séries télévisées
Voici une liste non exhaustive des séries marquantes diffusées sur la chaîne American Broadcasting Company, classée par genre et par ordre chronologique.
Séries d'aventures, fantastiques ou de science-fictionRintintin (1954), Le Fugitif (1963-1967), Batman (1966-1968), Kung Fu (1972-1975, avec David Carradine), L'Homme qui valait trois milliards (1974-1978), Wonder Woman (1975-1979), Drôles de dames (1976-1981), Super Jaimie (1976-1978), L'Île fantastique (1978-1984), Galactica (1978-1979), L'Homme qui tombe à pic (1981-1986), MacGyver (1985-1992), Loïs et Clark : Les Nouvelles Aventures de Superman (1993-1997), Sabrina, l'apprentie sorcière (1996-2003), Lost : Les Disparus (2004-2010), V (2009-2011), Once Upon a Time (2011-2018)
Comédies dramatiques et soap operasHôpital central (depuis 1963), Dynastie (1981-1989), Amoureusement vôtre (1983-1985), Les oiseaux se cachent pour mourir (1983), Twin Peaks (1990-1991), Desperate Housewives (2004-2012)
Comédies de situationMa sorcière bien-aimée (1964-1972), Les Jours heureux (1974-1984, Happy Days), Arnold et Willy (1978-1985), Madame est servie (1984-1992), Roseanne (1988-1997), Dinosaures (1991-1994), Notre belle famille (1991-1998), Incorrigible Cory (1993-2000), Dharma et Greg (1997-2002), Ma famille d'abord (2001-2005), Touche pas à mes filles (2002-2005), Ugly Betty (2006-2010), Modern Family (2009-2020), Black-ish (2014)
Séries policières, judiciaires ou médicalesLes Incorruptibles (1959-1963), Les Rues de San Francisco (1972-1977), Starsky et Hutch (1975-1979), Pour l'amour du risque (1979-1984), Matt Houston (1982-1985), Matlock (1992-1995), New York Police Blues (1993-2005), Spin City (1996-2002), Alias (2001-2006), Dragnet (2003-2004), Boston Justice (2004-2008), Grey's Anatomy (depuis 2005), Private Practice (2007-2013), Castle (2009-2016), Scandal (2012-2019), American Crime (depuis 2015)
Séries jeunesse et animationVoir ABC Kids

## Programmation

### Programmation saison 2022 -2023
| Jours    | 19h-20h              | 19h-20h              | 20h-21h                             | 20h-21h                             | 21h-22h                             | 21h-22h                             | 22h-23h                               | 22h-23h                               |
| Jours    | 19h-19h30            | 19h30-20h            | 20h-20h30                           | 20h30-21h                           | 21h-21h30                           | 21h30-22h                           | 22h-22h30                             | 22h30-23h                             |
| -------- | -------------------- | -------------------- | ----------------------------------- | ----------------------------------- | ----------------------------------- | ----------------------------------- | ------------------------------------- | ------------------------------------- |
| Lundi    | Programmation locale | Programmation locale | Compte à rebours du lundi soir      | Football du lundi soir (20h15)      | Football du lundi soir (20h15)      | Football du lundi soir (20h15)      | Football du lundi soir (20h15)        | Football du lundi soir (20h15)        |
| Lundi    | Programmation locale | Programmation locale | Bachelor in Paradise(saison 8)      | Bachelor in Paradise(saison 8)      | Bachelor in Paradise(saison 8)      | Bachelor in Paradise(saison 8)      | Good Doctor (saison 6)                | Good Doctor (saison 6)                |
| Mardi    | Programmation locale | Programmation locale | Bachelor in Paradise(saison 8)      | Bachelor in Paradise(saison 8)      | Bachelor in Paradise(saison 8)      | Bachelor in Paradise(saison 8)      | The Rookie: Feds(saison 1, nouveauté) | The Rookie: Feds(saison 1, nouveauté) |
| Mercredi | Programmation locale | Programmation locale | The Conners (saison 5)              | The Goldbergs (saison 9)            | Abbott Elementary(saison 2)         | Home Economics (saison 3)           | Big Sky (saison 3)                    | Big Sky (saison 3)                    |
| Jeudi    | Programmation locale | Programmation locale | Station 19 (saison 6)               | Station 19 (saison 6)               | Grey's Anatomy (saison 19)          | Grey's Anatomy (saison 19)          | Alaska Daily(saison 1, nouveauté)     | Alaska Daily(saison 1, nouveauté)     |
| Vendredi | Programmation locale | Programmation locale | Shark Tank                          | Shark Tank                          | 20/20 (saison 41)                   | 20/20 (saison 41)                   | 20/20 (saison 41)                     | 20/20 (saison 41)                     |
| Samedi   | Programmation locale | Programmation locale | Saturday Night Football (saison 14) | Saturday Night Football (saison 14) | Saturday Night Football (saison 14) | Saturday Night Football (saison 14) | Saturday Night Football (saison 14)   | Saturday Night Football (saison 14)   |
| Dimanche | Programmation locale | Programmation locale | Celebrity Wheel Of Fortune          | Celebrity Wheel Of Fortune          | Supermarket Sweep                   | Supermarket Sweep                   | The Rookie (saison 5)                 | The Rookie (saison 5)                 |

### Programmation saison 2021-2022
Programmation de l'automne
| Jours    | 19h-20h              | 19h-20h              | 20h-21h                             | 20h-21h                                | 21h-22h                             | 21h-22h                             | 22h-23h                             | 22h-23h                             |
| Jours    | 19h-19h30            | 19h30-20h            | 20h-20h30                           | 20h30-21h                              | 21h-21h30                           | 21h30-22h                           | 22h-22h30                           | 22h30-23h                           |
| -------- | -------------------- | -------------------- | ----------------------------------- | -------------------------------------- | ----------------------------------- | ----------------------------------- | ----------------------------------- | ----------------------------------- |
| Lundi    | Programmation locale | Programmation locale | Dancing with the Stars (saison 30)  | Dancing with the Stars (saison 30)     | Dancing with the Stars (saison 30)  | Dancing with the Stars (saison 30)  | Good Doctor (saison 5)              | Good Doctor (saison 5)              |
| Mardi    | Programmation locale | Programmation locale | The Bachelorette                    | The Bachelorette                       | Queens (saison 1, nouveauté)        | Queens (saison 1, nouveauté)        |                                     |                                     |
| Mercredi | Programmation locale | Programmation locale | The Goldbergs (saison 9)            | The Wonder Years (saison 1, nouveauté) | The Conners (saison 4)              | Home Economics (saison 2)           | A Million Little Things (saison 4)  | A Million Little Things (saison 4)  |
| Jeudi    | Programmation locale | Programmation locale | Station 19 (saison 5)               | Station 19 (saison 5)                  | Grey's Anatomy (saison 18)          | Grey's Anatomy (saison 18)          | Big Sky (saison 2)                  | Big Sky (saison 2)                  |
| Vendredi | Programmation locale | Programmation locale | Shark Tank                          | Shark Tank                             | 20/20 (saison 40)                   | 20/20 (saison 40)                   | 20/20 (saison 40)                   | 20/20 (saison 40)                   |
| Samedi   | Programmation locale | Programmation locale | Saturday Night Football (saison 14) | Saturday Night Football (saison 14)    | Saturday Night Football (saison 14) | Saturday Night Football (saison 14) | Saturday Night Football (saison 14) | Saturday Night Football (saison 14) |
| Dimanche | Programmation locale | Programmation locale | Celebrity Wheel Of Fortune          | Celebrity Wheel Of Fortune             | Supermarket Sweep                   | Supermarket Sweep                   | The Rookie (saison 4)               | The Rookie (saison 4)               |

### Programmation Saison 2020-2021
- Programmation de l'automne

| Jours    | 19h-20h              | 19h-20h              | 20h-21h                             | 20h-21h                             | 21h-22h                             | 21h-22h                             | 22h-23h                             | 22h-23h                             |
| Jours    | 19h-19h30            | 19h30-20h            | 20h-20h30                           | 20h30-21h                           | 21h-21h30                           | 21h30-22h                           | 22h-22h30                           | 22h30-23h                           |
| -------- | -------------------- | -------------------- | ----------------------------------- | ----------------------------------- | ----------------------------------- | ----------------------------------- | ----------------------------------- | ----------------------------------- |
| Lundi    | Programmation locale | Programmation locale | Dancing with the Stars (saison 29)  | Dancing with the Stars (saison 29)  | Dancing with the Stars (saison 29)  | Dancing with the Stars (saison 29)  | Good Doctor (saison 4)              | Good Doctor (saison 4)              |
| Mardi    | Programmation locale | Programmation locale | The Bachelorette                    | The Bachelorette                    | The Bachelorette                    | The Bachelorette                    | Big Sky (saison 1, nouveauté)       | Big Sky (saison 1, nouveauté)       |
| Mercredi | Programmation locale | Programmation locale | The Goldbergs (saison 8)            | American Housewive (saison 5)       | The Conners (saison 3)              | Black-ish (saison 7)                | Stumptown (saison 2)                | Stumptown (saison 2)                |
| Jeudi    | Programmation locale | Programmation locale | Station 19 (saison 4)               | Station 19 (saison 4)               | Grey's Anatomy (saison 17)          | Grey's Anatomy (saison 17)          | A Million Little Things (saison 3)  | A Million Little Things (saison 3)  |
| Vendredi | Programmation locale | Programmation locale | Shark Tank                          | Shark Tank                          | 20/20 (saison 39)                   | 20/20 (saison 39)                   | 20/20 (saison 39)                   | 20/20 (saison 39)                   |
| Samedi   | Programmation locale | Programmation locale | Saturday Night Football (saison 14) | Saturday Night Football (saison 14) | Saturday Night Football (saison 14) | Saturday Night Football (saison 14) | Saturday Night Football (saison 14) | Saturday Night Football (saison 14) |
| Dimanche | Programmation locale | Programmation locale | Supermarket Sweep                   | Supermarket Sweep                   | Who Wants to be a Millionaire       | Who Wants to be a Millionaire       | The Rookie (saison 3)               | The Rookie (saison 3)               |

- Programmation à la mi-saison

Mixed-ish (saison 2)
For Life (saison 2)
Call Your Mother (saison 1, nouveauté)

### Programmation Saison 2019-2020
- Programmation de l'automne

| Jours    | 19h-20h              | 19h-20h              | 20h-21h                             | 20h-21h                             | 21h-22h                             | 21h-22h                             | 22h-23h                                | 22h-23h                                |
| Jours    | 19h-19h30            | 19h30-20h            | 20h-20h30                           | 20h30-21h                           | 21h-21h30                           | 21h30-22h                           | 22h-22h30                              | 22h30-23h                              |
| -------- | -------------------- | -------------------- | ----------------------------------- | ----------------------------------- | ----------------------------------- | ----------------------------------- | -------------------------------------- | -------------------------------------- |
| Lundi    | Programmation locale | Programmation locale | Dancing with the Stars (saison 28)  | Dancing with the Stars (saison 28)  | Dancing with the Stars (saison 28)  | Dancing with the Stars (saison 28)  | Good Doctor (saison 3)                 | Good Doctor (saison 3)                 |
| Mardi    | Programmation locale | Programmation locale | The Conners (saison 2)              | Bless This Mess (saison 2)          | Mixed-ish (saison 1, nouveauté)     | Black-ish (saison 6)                | Emergence (saison 1, nouveauté)        | Emergence (saison 1, nouveauté)        |
| Mercredi | Programmation locale | Programmation locale | The Goldbergs (saison 7)            | Schooled (saison 2)                 | Modern Family (saison 11)           | Single Parents (saison 2)           | Stumptown (saison 1, nouveauté)        | Stumptown (saison 1, nouveauté)        |
| Jeudi    | Programmation locale | Programmation locale | Grey's Anatomy (saison 16)          | Grey's Anatomy (saison 16)          | A Million Little Things (saison 2)  | A Million Little Things (saison 2)  | How to Get Away with Murder (saison 6) | How to Get Away with Murder (saison 6) |
| Vendredi | Programmation locale | Programmation locale | American Housewive (saison 4)       | Fresh Off the Boat (saison 6)       | 20/20 (saison 38)                   | 20/20 (saison 38)                   | 20/20 (saison 38)                      | 20/20 (saison 38)                      |
| Samedi   | Programmation locale | Programmation locale | Saturday Night Football (saison 14) | Saturday Night Football (saison 14) | Saturday Night Football (saison 14) | Saturday Night Football (saison 14) | Saturday Night Football (saison 14)    | Saturday Night Football (saison 14)    |
| Dimanche | AFV                  | AFV                  | KIds Say the Darndest Things        | KIds Say the Darndest Things        | Shark Tank                          | Shark Tank                          | The Rookie (saison 2)                  | The Rookie (saison 2)                  |

- Programmation de l'automne

Agents of S.H.I.E.L.D. (saison 7)
Station 19 (saison 3)
The Baker and the Beauty (saison 1, nouveauté)
For Life (saison 1, nouveauté)
United We Fall (saison 1, nouveauté)

### Programmation saison 2018-2019
- Programmation de l'automne

| Jours    | 19h-20h                                    | 19h-20h                                    | 20h-21h                                                | 20h-21h                                                | 21h-22h                             | 21h-22h                              | 22h-23h                                       | 22h-23h                                       |
| Jours    | 19h-19h30                                  | 19h30-20h                                  | 20h-20h30                                              | 20h30-21h                                              | 21h-21h30                           | 21h30-22h                            | 22h-22h30                                     | 22h30-23h                                     |
| -------- | ------------------------------------------ | ------------------------------------------ | ------------------------------------------------------ | ------------------------------------------------------ | ----------------------------------- | ------------------------------------ | --------------------------------------------- | --------------------------------------------- |
| Lundi    | Programmation locale                       | Programmation locale                       | Dancing with the Stars (saison 27)                     | Dancing with the Stars (saison 27)                     | Dancing with the Stars (saison 27)  | Dancing with the Stars (saison 27)   | Good Doctor (saison 2)                        | Good Doctor (saison 2)                        |
| Mardi    | Programmation locale                       | Programmation locale                       | The Conners (saison 1, nouveauté)                      | The Kids Are Alright (saison 1, nouveauté)             | Black-ish (saison 5)                | Splitting Up Together (saison 2)     | The Rookie (saison 1, nouveauté)              | The Rookie (saison 1, nouveauté)              |
| Mercredi | Programmation locale                       | Programmation locale                       | The Goldbergs (saison 6)                               | American Housewife (saison 3)                          | Modern Family (saison 10)           | Single Parents (saison 1, nouveauté) | A Million Little Things (saison 1, nouveauté) | A Million Little Things (saison 1, nouveauté) |
| Jeudi    | Programmation locale                       | Programmation locale                       | Grey's Anatomy (saison 15)                             | Grey's Anatomy (saison 15)                             | Station 19 (saison 2)               | Station 19 (saison 2)                | How to Get Away with Murder (saison 5)        | How to Get Away with Murder (saison 5)        |
| Vendredi | Programmation locale                       | Programmation locale                       | Fresh Off the Boat (saison 5)                          | Speechless (saison 3)                                  | Child Support (saison 2)            | Child Support (saison 2)             | 20/20 (saison 37)                             | 20/20 (saison 37)                             |
| Samedi   | Programmation locale                       | Programmation locale                       | Saturday Night Football (saison 13)                    | Saturday Night Football (saison 13)                    | Saturday Night Football (saison 13) | Saturday Night Football (saison 13)  | Saturday Night Football (saison 13)           | Saturday Night Football (saison 13)           |
| Dimanche | America's Funniest Home Videos (saison 29) | America's Funniest Home Videos (saison 29) | Dancing with the Stars : Juniors (saison 1, nouveauté) | Dancing with the Stars : Juniors (saison 1, nouveauté) | Shark Tank (saison 10)              | Shark Tank (saison 10)               | The Alec Baldwin Show (saison 1)              | The Alec Baldwin Show (saison 1)              |

## Analyse
La société American Broadcasting Company a évolué depuis sa création avec le développement de plusieurs activités dont la plupart ont été revendues depuis. La société est à l'origine un réseau radiophonique existant depuis 1927 qui, contraint par la législation à se dissocier de sa maison mère, a dû devenir une société indépendante. Cette nouvelle société s'est diversifiée rapidement dans un média émergeant, la télévision.
À la faveur de deux fusions, l'une avec United Paramount Theatres dans les années 1950, l'autre avec Capital Cities dans les années 1980, l'activité de la société s'est à nouveau diversifiée. UPT a ajouté une importante chaîne de cinémas ainsi que des productions cinématographiques, et Capital Cities de nombreux titres de presse. Mais ABC s'est séparé des cinémas dans les années 1980, puis des journaux lors de la fusion avec Disney dans les années 1990.
Le rapport annuel 1993 indique que 70 % des revenus du groupe de média Capital Cities/ABC (audiovisuel, radio et presse) provenait de la vente d'espaces publicitaires et pour le reste les deux postes majoritaires sont les abonnements aux chaînes payantes et les ventes directes (livres et journaux).

### Identité visuelle d'ABC
Depuis la création de la chaîne au milieu des années 1940, le logo d'ABC a évolué à de nombreuses reprises tout en gardant deux constantes presque immuables, les trois lettres « abc » puis un cercle entourant les lettres. Le premier logo d'ABC, apparu en 1946, représentait un écran de télévision avec en son centre un microphone encadré par les lettres T et V, sur lequel était inscrit ABC à la verticale. Cette forme rappelle que la société était avant tout un réseau radiophonique. À partir de 1953, à la suite de la fusion avec United Paramount Theaters, le logo est inclus dans un blason surmonté de l'aigle américain reprenant les principaux éléments du sceau de la FCC. En 1957, juste avant ses premières retransmissions en couleur, le logo ABC était un « abc » minuscule au centre d'un grand « a » lui aussi en minuscule, appelé ABC Circle A.
Le logo est modifié à l'automne 1962 d'après un dessin du graphiste Paul Rand et ABC commence à utiliser ce logo désormais baptisé ABC Circle présentant les lettres « abc » en minuscule dans un cercle noir. L'aspect graphique utilisé pour ce célèbre logo est un simple dessin géométrique inspiré de l'école Bauhaus des années 1920. Sa simplicité le rend plus facile à redessiner et à dupliquer, ce qui confère un avantage pour ABC (principalement avant l'apparition de l'ordinateur). Les lettres ne correspondent à aucune police de caractère précise ; toutefois, plusieurs polices de caractères à base géométrique s'en approchent (dont Avant-Garde et Horatio).
Les années 1970 et 1980 voient apparaître de nombreuses versions du logo essentiellement basées sur les effets spéciaux lumineux alors en cours de développement : néons blanc, bleu, roses ou arc-en-ciel, ligne en pointillés scintillants, etc. Parmi ces créations figure un logo de 1977 avec les lettres dans une bulle transparente inaugurant un aspect tridimensionnel.
En 1983, pour les quarante ans de la société, le logo est revu en une version dorée avec un effet de profondeur et parfois la mention That Special Feeling. En 1993, peu avant le rachat par Disney, le logo retrouve la forme conçue par Paul Rand, « abc » en blanc sur fond noir mais avec un effet de profondeur. Dans les années qui suivent, des variantes sur fond jaune apparaissent. En 2007, le logo évolue à nouveau avec une version en trois dimensions avec des effets de reflets. Il se rapproche de celui de 1977.

Logo d'ABC en 1946
ABC surmonté de l'aigle américain de 1953
ABC dans un a minuscule de 1957
Le logo ABC Circle, conçu par Paul Rand en 1962.
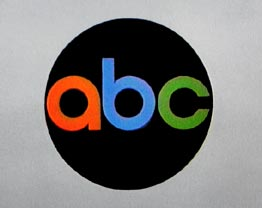
Version couleur du logo ABC Circle lors du passage à la couleur
Logo des années 1970
Logo d'ABC à partir de 1993
Logo d'ABC de 2007 à 2013
Logo d'ABC depuis 2013

### Place dans les médias américains
ABC a toujours fait partie des trois grands réseaux de télévisions américains au côté de CBS et NBC. Au début de la chaîne, il existait un quatrième réseau, DuMont, disparu après dix années d'existence. ABC était toutefois le « petit troisième réseau. »
Au niveau de la programmation, ABC se place en position d'outsider avec dans les années 1950 une contre-programmation par rapport à ses concurrents et parvient à lancer des modes comme les séries de western ou policières. Les années 1960 sont marquées par les séries devenues familiales dans la veine de cette contre-programmation mais une lente transition pour la couleur.
Les années 1970 marquent pour ABC un tournant en devenant le premier réseau américain avec des émissions comme Monday Night Football, ABC Theater et des séries comme Racines.
En 1980, 90 % des téléspectateurs regardaient les émissions en première partie de soirée (prime time) des trois grands réseaux. Après sa création au milieu des années 1980, Fox est parvenu à se hisser régulièrement au-dessus de NBC ou ABC en termes de taux d'audience, confirmant la viabilité d'un quatrième réseau. En 1993, ABC représente 23,63 % des foyers américains soit juste en dessous de la limite des 25 % imposée par la FCC. En 2005, sur ce même créneau, les trois réseaux ne représentent que 32 % en compétition avec les réseaux publics, le satellite et le câble.

### Développement à l'international
Les premières tentatives d'internationalisation d'ABC, principalement dans la télévision, datent des années 1950 et d'après Leonard Goldenson suivent le modèle d'United Paramount Theaters, la société d'exploitation de salles de cinéma qui possédaient plusieurs activités à l'international et qui a fusionné avec ABC. Goldenson précise que la première activité internationale de la chaîne ABC est un incident avec le Couronnement d'Élisabeth II en juin 1953 que CBS et NBC n'ont pas pu couvrir en raison d'un retard de l'avion technique pour NBC et d'un problème technique pour CBS qui a décalé la retransmission. L'avion de NBC venait d'Amérique Latine et c'est ainsi qu'ABC a appris l'existence de filiales dans cette région. ABC a alors investi en Amérique latine, atteignant 51 % d'un réseau couvrant l'Amérique centrale. Goldenson cite aussi des intérêts au Japon au début des années 1950 et à Beyrouth au milieu des années 1960.
Le principe était de créer un réseau de chaînes détenues totalement, partiellement, affiliées rediffusant les programmes d'ABC. En 1959, cette activité de rediffusion a été complétée par la syndication des programmes, la filiale ABC Films vendant les programmes à des chaînes non détenues par ABC. L'arrivée de la télévision par satellite a mis fin au besoin de détenir des chaînes dans d'autres pays. Les intérêts ont tous été revendus dans les années 1970.
Une seconde période d'expansion à l'international est liée à celle du réseau ESPN dans les années 1990 puis à partir des années 2000 en raison de la politique de Disney Media Networks. À l'opposé des autres réseaux de chaînes de Disney (Disney Channel et ESPN), ABC n'est donc diffusé qu'aux États-Unis bien que les programmes d'ABC Television Studio soient syndiqués dans de nombreux pays. La politique de chaînes détenues en propre à l'international a été relancée en 2004 avec la création d'ABC1 au Royaume-Uni mais en raison d'une mauvaise audience la tentative de développer ABC à l'international a été arrêtée en 2007.